# Богданов, Евгений Михайлович
Евге́ний Миха́йлович Богда́нов (укр. Євгеній Михайлович Богданов, 27 февраля 1952, Львов, Украина — 30 октября 2010, Львов, Украина) — советский, украинский шахматный композитор.
Международный мастер по шахматной композиции (1989), международный гроссмейстер по шахматной композиции (2012, посмертно), гроссмейстер Украины по шахматной композиции.
Чемпион мира в составе сборной СССР (4 WCCT), серебряный призёр чемпионата мира в составе сборной Украины (6 WCCT), многократный чемпион Украины по шахматной композиции.
Начал творческую деятельность в 1967 году. На 1 июня 2009 года опубликовал более 6500 композиций, преимущественно двухходовки, трёхходовки, многоходовки, задачи на кооперативный и обратный мат, среди которых около 4000 — миниатюры. Более 2500 композиций отмечены в конкурсах, из них свыше 1000 — призами (более 300 первых призов). Рейтинг в Альбомах ФИДЕ на 24 августа 2023 года — 73,83 балла.
С 1970 года — судья более 60 международных конкурсов в разных разделах шахматной композиции.
Автор рекордных задач (тасков) и ряда тем в шахматной композиции.
Автор книг и статей по шахматной композиции. Ведущий и редактор ряда шахматных рубрик в газетах и журналах. Издатель (с 2006) интернет-журнала «Шахматный Леополис».
Разработчик и создатель (1985) специализированного компьютера для решения шахматных задач.

## Избранные задачи
|   | a | b | c | d | e | f | g | h |   |
| - | --- | --- | --- | --- | --- | --- | --- | --- | - |
| 8 | d8 белый конь · a5 чёрная пешка · b5 чёрный король · h4 белый слон · b3 белый конь · c3 белый ферзь · h1 белый король | d8 белый конь · a5 чёрная пешка · b5 чёрный король · h4 белый слон · b3 белый конь · c3 белый ферзь · h1 белый король | d8 белый конь · a5 чёрная пешка · b5 чёрный король · h4 белый слон · b3 белый конь · c3 белый ферзь · h1 белый король | d8 белый конь · a5 чёрная пешка · b5 чёрный король · h4 белый слон · b3 белый конь · c3 белый ферзь · h1 белый король | d8 белый конь · a5 чёрная пешка · b5 чёрный король · h4 белый слон · b3 белый конь · c3 белый ферзь · h1 белый король | d8 белый конь · a5 чёрная пешка · b5 чёрный король · h4 белый слон · b3 белый конь · c3 белый ферзь · h1 белый король | d8 белый конь · a5 чёрная пешка · b5 чёрный король · h4 белый слон · b3 белый конь · c3 белый ферзь · h1 белый король | d8 белый конь · a5 чёрная пешка · b5 чёрный король · h4 белый слон · b3 белый конь · c3 белый ферзь · h1 белый король | 8 |
| 7 | d8 белый конь · a5 чёрная пешка · b5 чёрный король · h4 белый слон · b3 белый конь · c3 белый ферзь · h1 белый король | d8 белый конь · a5 чёрная пешка · b5 чёрный король · h4 белый слон · b3 белый конь · c3 белый ферзь · h1 белый король | d8 белый конь · a5 чёрная пешка · b5 чёрный король · h4 белый слон · b3 белый конь · c3 белый ферзь · h1 белый король | d8 белый конь · a5 чёрная пешка · b5 чёрный король · h4 белый слон · b3 белый конь · c3 белый ферзь · h1 белый король | d8 белый конь · a5 чёрная пешка · b5 чёрный король · h4 белый слон · b3 белый конь · c3 белый ферзь · h1 белый король | d8 белый конь · a5 чёрная пешка · b5 чёрный король · h4 белый слон · b3 белый конь · c3 белый ферзь · h1 белый король | d8 белый конь · a5 чёрная пешка · b5 чёрный король · h4 белый слон · b3 белый конь · c3 белый ферзь · h1 белый король | d8 белый конь · a5 чёрная пешка · b5 чёрный король · h4 белый слон · b3 белый конь · c3 белый ферзь · h1 белый король | 7 |
| 6 | d8 белый конь · a5 чёрная пешка · b5 чёрный король · h4 белый слон · b3 белый конь · c3 белый ферзь · h1 белый король | d8 белый конь · a5 чёрная пешка · b5 чёрный король · h4 белый слон · b3 белый конь · c3 белый ферзь · h1 белый король | d8 белый конь · a5 чёрная пешка · b5 чёрный король · h4 белый слон · b3 белый конь · c3 белый ферзь · h1 белый король | d8 белый конь · a5 чёрная пешка · b5 чёрный король · h4 белый слон · b3 белый конь · c3 белый ферзь · h1 белый король | d8 белый конь · a5 чёрная пешка · b5 чёрный король · h4 белый слон · b3 белый конь · c3 белый ферзь · h1 белый король | d8 белый конь · a5 чёрная пешка · b5 чёрный король · h4 белый слон · b3 белый конь · c3 белый ферзь · h1 белый король | d8 белый конь · a5 чёрная пешка · b5 чёрный король · h4 белый слон · b3 белый конь · c3 белый ферзь · h1 белый король | d8 белый конь · a5 чёрная пешка · b5 чёрный король · h4 белый слон · b3 белый конь · c3 белый ферзь · h1 белый король | 6 |
| 5 | d8 белый конь · a5 чёрная пешка · b5 чёрный король · h4 белый слон · b3 белый конь · c3 белый ферзь · h1 белый король | d8 белый конь · a5 чёрная пешка · b5 чёрный король · h4 белый слон · b3 белый конь · c3 белый ферзь · h1 белый король | d8 белый конь · a5 чёрная пешка · b5 чёрный король · h4 белый слон · b3 белый конь · c3 белый ферзь · h1 белый король | d8 белый конь · a5 чёрная пешка · b5 чёрный король · h4 белый слон · b3 белый конь · c3 белый ферзь · h1 белый король | d8 белый конь · a5 чёрная пешка · b5 чёрный король · h4 белый слон · b3 белый конь · c3 белый ферзь · h1 белый король | d8 белый конь · a5 чёрная пешка · b5 чёрный король · h4 белый слон · b3 белый конь · c3 белый ферзь · h1 белый король | d8 белый конь · a5 чёрная пешка · b5 чёрный король · h4 белый слон · b3 белый конь · c3 белый ферзь · h1 белый король | d8 белый конь · a5 чёрная пешка · b5 чёрный король · h4 белый слон · b3 белый конь · c3 белый ферзь · h1 белый король | 5 |
| 4 | d8 белый конь · a5 чёрная пешка · b5 чёрный король · h4 белый слон · b3 белый конь · c3 белый ферзь · h1 белый король | d8 белый конь · a5 чёрная пешка · b5 чёрный король · h4 белый слон · b3 белый конь · c3 белый ферзь · h1 белый король | d8 белый конь · a5 чёрная пешка · b5 чёрный король · h4 белый слон · b3 белый конь · c3 белый ферзь · h1 белый король | d8 белый конь · a5 чёрная пешка · b5 чёрный король · h4 белый слон · b3 белый конь · c3 белый ферзь · h1 белый король | d8 белый конь · a5 чёрная пешка · b5 чёрный король · h4 белый слон · b3 белый конь · c3 белый ферзь · h1 белый король | d8 белый конь · a5 чёрная пешка · b5 чёрный король · h4 белый слон · b3 белый конь · c3 белый ферзь · h1 белый король | d8 белый конь · a5 чёрная пешка · b5 чёрный король · h4 белый слон · b3 белый конь · c3 белый ферзь · h1 белый король | d8 белый конь · a5 чёрная пешка · b5 чёрный король · h4 белый слон · b3 белый конь · c3 белый ферзь · h1 белый король | 4 |
| 3 | d8 белый конь · a5 чёрная пешка · b5 чёрный король · h4 белый слон · b3 белый конь · c3 белый ферзь · h1 белый король | d8 белый конь · a5 чёрная пешка · b5 чёрный король · h4 белый слон · b3 белый конь · c3 белый ферзь · h1 белый король | d8 белый конь · a5 чёрная пешка · b5 чёрный король · h4 белый слон · b3 белый конь · c3 белый ферзь · h1 белый король | d8 белый конь · a5 чёрная пешка · b5 чёрный король · h4 белый слон · b3 белый конь · c3 белый ферзь · h1 белый король | d8 белый конь · a5 чёрная пешка · b5 чёрный король · h4 белый слон · b3 белый конь · c3 белый ферзь · h1 белый король | d8 белый конь · a5 чёрная пешка · b5 чёрный король · h4 белый слон · b3 белый конь · c3 белый ферзь · h1 белый король | d8 белый конь · a5 чёрная пешка · b5 чёрный король · h4 белый слон · b3 белый конь · c3 белый ферзь · h1 белый король | d8 белый конь · a5 чёрная пешка · b5 чёрный король · h4 белый слон · b3 белый конь · c3 белый ферзь · h1 белый король | 3 |
| 2 | d8 белый конь · a5 чёрная пешка · b5 чёрный король · h4 белый слон · b3 белый конь · c3 белый ферзь · h1 белый король | d8 белый конь · a5 чёрная пешка · b5 чёрный король · h4 белый слон · b3 белый конь · c3 белый ферзь · h1 белый король | d8 белый конь · a5 чёрная пешка · b5 чёрный король · h4 белый слон · b3 белый конь · c3 белый ферзь · h1 белый король | d8 белый конь · a5 чёрная пешка · b5 чёрный король · h4 белый слон · b3 белый конь · c3 белый ферзь · h1 белый король | d8 белый конь · a5 чёрная пешка · b5 чёрный король · h4 белый слон · b3 белый конь · c3 белый ферзь · h1 белый король | d8 белый конь · a5 чёрная пешка · b5 чёрный король · h4 белый слон · b3 белый конь · c3 белый ферзь · h1 белый король | d8 белый конь · a5 чёрная пешка · b5 чёрный король · h4 белый слон · b3 белый конь · c3 белый ферзь · h1 белый король | d8 белый конь · a5 чёрная пешка · b5 чёрный король · h4 белый слон · b3 белый конь · c3 белый ферзь · h1 белый король | 2 |
| 1 | d8 белый конь · a5 чёрная пешка · b5 чёрный король · h4 белый слон · b3 белый конь · c3 белый ферзь · h1 белый король | d8 белый конь · a5 чёрная пешка · b5 чёрный король · h4 белый слон · b3 белый конь · c3 белый ферзь · h1 белый король | d8 белый конь · a5 чёрная пешка · b5 чёрный король · h4 белый слон · b3 белый конь · c3 белый ферзь · h1 белый король | d8 белый конь · a5 чёрная пешка · b5 чёрный король · h4 белый слон · b3 белый конь · c3 белый ферзь · h1 белый король | d8 белый конь · a5 чёрная пешка · b5 чёрный король · h4 белый слон · b3 белый конь · c3 белый ферзь · h1 белый король | d8 белый конь · a5 чёрная пешка · b5 чёрный король · h4 белый слон · b3 белый конь · c3 белый ферзь · h1 белый король | d8 белый конь · a5 чёрная пешка · b5 чёрный король · h4 белый слон · b3 белый конь · c3 белый ферзь · h1 белый король | d8 белый конь · a5 чёрная пешка · b5 чёрный король · h4 белый слон · b3 белый конь · c3 белый ферзь · h1 белый король | 1 |
|   | a | b | c | d | e | f | g | h |   |

Мат в 2 хода
a)
1.Ce7! угроза 2.Фc6# (A)
1...Kpa4 (a) 2.Фc4# (B)
1...Kpa6 (b) 2.Ф:a5# (C)
b) Близнец: Kd8 → d2
1.Cf2! угроза 2.Фc4# (B)
1...Kpa4 (a) 2.Ф:a5# (C)
1...Kpa6 (b) 2.Фc6# (A)
Цикл Шедея.
|   | a | b | c | d | e | f | g | h |   |
| - | --- | --- | --- | --- | --- | --- | --- | --- | - |
| 8 | d8 белый ферзь · h8 чёрный слон · b7 чёрная ладья · c7 чёрная пешка · d7 чёрная пешка · e7 чёрная пешка · h7 чёрная ладья · b6 чёрная пешка · d6 чёрный король · f6 чёрная пешка · g6 белый конь · b5 белая ладья · d5 белая пешка · f5 чёрная пешка · f4 чёрная пешка · d3 чёрный конь · f3 белый слон · d2 белый слон · b1 белый король · d1 белая ладья · f1 чёрный слон | d8 белый ферзь · h8 чёрный слон · b7 чёрная ладья · c7 чёрная пешка · d7 чёрная пешка · e7 чёрная пешка · h7 чёрная ладья · b6 чёрная пешка · d6 чёрный король · f6 чёрная пешка · g6 белый конь · b5 белая ладья · d5 белая пешка · f5 чёрная пешка · f4 чёрная пешка · d3 чёрный конь · f3 белый слон · d2 белый слон · b1 белый король · d1 белая ладья · f1 чёрный слон | d8 белый ферзь · h8 чёрный слон · b7 чёрная ладья · c7 чёрная пешка · d7 чёрная пешка · e7 чёрная пешка · h7 чёрная ладья · b6 чёрная пешка · d6 чёрный король · f6 чёрная пешка · g6 белый конь · b5 белая ладья · d5 белая пешка · f5 чёрная пешка · f4 чёрная пешка · d3 чёрный конь · f3 белый слон · d2 белый слон · b1 белый король · d1 белая ладья · f1 чёрный слон | d8 белый ферзь · h8 чёрный слон · b7 чёрная ладья · c7 чёрная пешка · d7 чёрная пешка · e7 чёрная пешка · h7 чёрная ладья · b6 чёрная пешка · d6 чёрный король · f6 чёрная пешка · g6 белый конь · b5 белая ладья · d5 белая пешка · f5 чёрная пешка · f4 чёрная пешка · d3 чёрный конь · f3 белый слон · d2 белый слон · b1 белый король · d1 белая ладья · f1 чёрный слон | d8 белый ферзь · h8 чёрный слон · b7 чёрная ладья · c7 чёрная пешка · d7 чёрная пешка · e7 чёрная пешка · h7 чёрная ладья · b6 чёрная пешка · d6 чёрный король · f6 чёрная пешка · g6 белый конь · b5 белая ладья · d5 белая пешка · f5 чёрная пешка · f4 чёрная пешка · d3 чёрный конь · f3 белый слон · d2 белый слон · b1 белый король · d1 белая ладья · f1 чёрный слон | d8 белый ферзь · h8 чёрный слон · b7 чёрная ладья · c7 чёрная пешка · d7 чёрная пешка · e7 чёрная пешка · h7 чёрная ладья · b6 чёрная пешка · d6 чёрный король · f6 чёрная пешка · g6 белый конь · b5 белая ладья · d5 белая пешка · f5 чёрная пешка · f4 чёрная пешка · d3 чёрный конь · f3 белый слон · d2 белый слон · b1 белый король · d1 белая ладья · f1 чёрный слон | d8 белый ферзь · h8 чёрный слон · b7 чёрная ладья · c7 чёрная пешка · d7 чёрная пешка · e7 чёрная пешка · h7 чёрная ладья · b6 чёрная пешка · d6 чёрный король · f6 чёрная пешка · g6 белый конь · b5 белая ладья · d5 белая пешка · f5 чёрная пешка · f4 чёрная пешка · d3 чёрный конь · f3 белый слон · d2 белый слон · b1 белый король · d1 белая ладья · f1 чёрный слон | d8 белый ферзь · h8 чёрный слон · b7 чёрная ладья · c7 чёрная пешка · d7 чёрная пешка · e7 чёрная пешка · h7 чёрная ладья · b6 чёрная пешка · d6 чёрный король · f6 чёрная пешка · g6 белый конь · b5 белая ладья · d5 белая пешка · f5 чёрная пешка · f4 чёрная пешка · d3 чёрный конь · f3 белый слон · d2 белый слон · b1 белый король · d1 белая ладья · f1 чёрный слон | 8 |
| 7 | d8 белый ферзь · h8 чёрный слон · b7 чёрная ладья · c7 чёрная пешка · d7 чёрная пешка · e7 чёрная пешка · h7 чёрная ладья · b6 чёрная пешка · d6 чёрный король · f6 чёрная пешка · g6 белый конь · b5 белая ладья · d5 белая пешка · f5 чёрная пешка · f4 чёрная пешка · d3 чёрный конь · f3 белый слон · d2 белый слон · b1 белый король · d1 белая ладья · f1 чёрный слон | d8 белый ферзь · h8 чёрный слон · b7 чёрная ладья · c7 чёрная пешка · d7 чёрная пешка · e7 чёрная пешка · h7 чёрная ладья · b6 чёрная пешка · d6 чёрный король · f6 чёрная пешка · g6 белый конь · b5 белая ладья · d5 белая пешка · f5 чёрная пешка · f4 чёрная пешка · d3 чёрный конь · f3 белый слон · d2 белый слон · b1 белый король · d1 белая ладья · f1 чёрный слон | d8 белый ферзь · h8 чёрный слон · b7 чёрная ладья · c7 чёрная пешка · d7 чёрная пешка · e7 чёрная пешка · h7 чёрная ладья · b6 чёрная пешка · d6 чёрный король · f6 чёрная пешка · g6 белый конь · b5 белая ладья · d5 белая пешка · f5 чёрная пешка · f4 чёрная пешка · d3 чёрный конь · f3 белый слон · d2 белый слон · b1 белый король · d1 белая ладья · f1 чёрный слон | d8 белый ферзь · h8 чёрный слон · b7 чёрная ладья · c7 чёрная пешка · d7 чёрная пешка · e7 чёрная пешка · h7 чёрная ладья · b6 чёрная пешка · d6 чёрный король · f6 чёрная пешка · g6 белый конь · b5 белая ладья · d5 белая пешка · f5 чёрная пешка · f4 чёрная пешка · d3 чёрный конь · f3 белый слон · d2 белый слон · b1 белый король · d1 белая ладья · f1 чёрный слон | d8 белый ферзь · h8 чёрный слон · b7 чёрная ладья · c7 чёрная пешка · d7 чёрная пешка · e7 чёрная пешка · h7 чёрная ладья · b6 чёрная пешка · d6 чёрный король · f6 чёрная пешка · g6 белый конь · b5 белая ладья · d5 белая пешка · f5 чёрная пешка · f4 чёрная пешка · d3 чёрный конь · f3 белый слон · d2 белый слон · b1 белый король · d1 белая ладья · f1 чёрный слон | d8 белый ферзь · h8 чёрный слон · b7 чёрная ладья · c7 чёрная пешка · d7 чёрная пешка · e7 чёрная пешка · h7 чёрная ладья · b6 чёрная пешка · d6 чёрный король · f6 чёрная пешка · g6 белый конь · b5 белая ладья · d5 белая пешка · f5 чёрная пешка · f4 чёрная пешка · d3 чёрный конь · f3 белый слон · d2 белый слон · b1 белый король · d1 белая ладья · f1 чёрный слон | d8 белый ферзь · h8 чёрный слон · b7 чёрная ладья · c7 чёрная пешка · d7 чёрная пешка · e7 чёрная пешка · h7 чёрная ладья · b6 чёрная пешка · d6 чёрный король · f6 чёрная пешка · g6 белый конь · b5 белая ладья · d5 белая пешка · f5 чёрная пешка · f4 чёрная пешка · d3 чёрный конь · f3 белый слон · d2 белый слон · b1 белый король · d1 белая ладья · f1 чёрный слон | d8 белый ферзь · h8 чёрный слон · b7 чёрная ладья · c7 чёрная пешка · d7 чёрная пешка · e7 чёрная пешка · h7 чёрная ладья · b6 чёрная пешка · d6 чёрный король · f6 чёрная пешка · g6 белый конь · b5 белая ладья · d5 белая пешка · f5 чёрная пешка · f4 чёрная пешка · d3 чёрный конь · f3 белый слон · d2 белый слон · b1 белый король · d1 белая ладья · f1 чёрный слон | 7 |
| 6 | d8 белый ферзь · h8 чёрный слон · b7 чёрная ладья · c7 чёрная пешка · d7 чёрная пешка · e7 чёрная пешка · h7 чёрная ладья · b6 чёрная пешка · d6 чёрный король · f6 чёрная пешка · g6 белый конь · b5 белая ладья · d5 белая пешка · f5 чёрная пешка · f4 чёрная пешка · d3 чёрный конь · f3 белый слон · d2 белый слон · b1 белый король · d1 белая ладья · f1 чёрный слон | d8 белый ферзь · h8 чёрный слон · b7 чёрная ладья · c7 чёрная пешка · d7 чёрная пешка · e7 чёрная пешка · h7 чёрная ладья · b6 чёрная пешка · d6 чёрный король · f6 чёрная пешка · g6 белый конь · b5 белая ладья · d5 белая пешка · f5 чёрная пешка · f4 чёрная пешка · d3 чёрный конь · f3 белый слон · d2 белый слон · b1 белый король · d1 белая ладья · f1 чёрный слон | d8 белый ферзь · h8 чёрный слон · b7 чёрная ладья · c7 чёрная пешка · d7 чёрная пешка · e7 чёрная пешка · h7 чёрная ладья · b6 чёрная пешка · d6 чёрный король · f6 чёрная пешка · g6 белый конь · b5 белая ладья · d5 белая пешка · f5 чёрная пешка · f4 чёрная пешка · d3 чёрный конь · f3 белый слон · d2 белый слон · b1 белый король · d1 белая ладья · f1 чёрный слон | d8 белый ферзь · h8 чёрный слон · b7 чёрная ладья · c7 чёрная пешка · d7 чёрная пешка · e7 чёрная пешка · h7 чёрная ладья · b6 чёрная пешка · d6 чёрный король · f6 чёрная пешка · g6 белый конь · b5 белая ладья · d5 белая пешка · f5 чёрная пешка · f4 чёрная пешка · d3 чёрный конь · f3 белый слон · d2 белый слон · b1 белый король · d1 белая ладья · f1 чёрный слон | d8 белый ферзь · h8 чёрный слон · b7 чёрная ладья · c7 чёрная пешка · d7 чёрная пешка · e7 чёрная пешка · h7 чёрная ладья · b6 чёрная пешка · d6 чёрный король · f6 чёрная пешка · g6 белый конь · b5 белая ладья · d5 белая пешка · f5 чёрная пешка · f4 чёрная пешка · d3 чёрный конь · f3 белый слон · d2 белый слон · b1 белый король · d1 белая ладья · f1 чёрный слон | d8 белый ферзь · h8 чёрный слон · b7 чёрная ладья · c7 чёрная пешка · d7 чёрная пешка · e7 чёрная пешка · h7 чёрная ладья · b6 чёрная пешка · d6 чёрный король · f6 чёрная пешка · g6 белый конь · b5 белая ладья · d5 белая пешка · f5 чёрная пешка · f4 чёрная пешка · d3 чёрный конь · f3 белый слон · d2 белый слон · b1 белый король · d1 белая ладья · f1 чёрный слон | d8 белый ферзь · h8 чёрный слон · b7 чёрная ладья · c7 чёрная пешка · d7 чёрная пешка · e7 чёрная пешка · h7 чёрная ладья · b6 чёрная пешка · d6 чёрный король · f6 чёрная пешка · g6 белый конь · b5 белая ладья · d5 белая пешка · f5 чёрная пешка · f4 чёрная пешка · d3 чёрный конь · f3 белый слон · d2 белый слон · b1 белый король · d1 белая ладья · f1 чёрный слон | d8 белый ферзь · h8 чёрный слон · b7 чёрная ладья · c7 чёрная пешка · d7 чёрная пешка · e7 чёрная пешка · h7 чёрная ладья · b6 чёрная пешка · d6 чёрный король · f6 чёрная пешка · g6 белый конь · b5 белая ладья · d5 белая пешка · f5 чёрная пешка · f4 чёрная пешка · d3 чёрный конь · f3 белый слон · d2 белый слон · b1 белый король · d1 белая ладья · f1 чёрный слон | 6 |
| 5 | d8 белый ферзь · h8 чёрный слон · b7 чёрная ладья · c7 чёрная пешка · d7 чёрная пешка · e7 чёрная пешка · h7 чёрная ладья · b6 чёрная пешка · d6 чёрный король · f6 чёрная пешка · g6 белый конь · b5 белая ладья · d5 белая пешка · f5 чёрная пешка · f4 чёрная пешка · d3 чёрный конь · f3 белый слон · d2 белый слон · b1 белый король · d1 белая ладья · f1 чёрный слон | d8 белый ферзь · h8 чёрный слон · b7 чёрная ладья · c7 чёрная пешка · d7 чёрная пешка · e7 чёрная пешка · h7 чёрная ладья · b6 чёрная пешка · d6 чёрный король · f6 чёрная пешка · g6 белый конь · b5 белая ладья · d5 белая пешка · f5 чёрная пешка · f4 чёрная пешка · d3 чёрный конь · f3 белый слон · d2 белый слон · b1 белый король · d1 белая ладья · f1 чёрный слон | d8 белый ферзь · h8 чёрный слон · b7 чёрная ладья · c7 чёрная пешка · d7 чёрная пешка · e7 чёрная пешка · h7 чёрная ладья · b6 чёрная пешка · d6 чёрный король · f6 чёрная пешка · g6 белый конь · b5 белая ладья · d5 белая пешка · f5 чёрная пешка · f4 чёрная пешка · d3 чёрный конь · f3 белый слон · d2 белый слон · b1 белый король · d1 белая ладья · f1 чёрный слон | d8 белый ферзь · h8 чёрный слон · b7 чёрная ладья · c7 чёрная пешка · d7 чёрная пешка · e7 чёрная пешка · h7 чёрная ладья · b6 чёрная пешка · d6 чёрный король · f6 чёрная пешка · g6 белый конь · b5 белая ладья · d5 белая пешка · f5 чёрная пешка · f4 чёрная пешка · d3 чёрный конь · f3 белый слон · d2 белый слон · b1 белый король · d1 белая ладья · f1 чёрный слон | d8 белый ферзь · h8 чёрный слон · b7 чёрная ладья · c7 чёрная пешка · d7 чёрная пешка · e7 чёрная пешка · h7 чёрная ладья · b6 чёрная пешка · d6 чёрный король · f6 чёрная пешка · g6 белый конь · b5 белая ладья · d5 белая пешка · f5 чёрная пешка · f4 чёрная пешка · d3 чёрный конь · f3 белый слон · d2 белый слон · b1 белый король · d1 белая ладья · f1 чёрный слон | d8 белый ферзь · h8 чёрный слон · b7 чёрная ладья · c7 чёрная пешка · d7 чёрная пешка · e7 чёрная пешка · h7 чёрная ладья · b6 чёрная пешка · d6 чёрный король · f6 чёрная пешка · g6 белый конь · b5 белая ладья · d5 белая пешка · f5 чёрная пешка · f4 чёрная пешка · d3 чёрный конь · f3 белый слон · d2 белый слон · b1 белый король · d1 белая ладья · f1 чёрный слон | d8 белый ферзь · h8 чёрный слон · b7 чёрная ладья · c7 чёрная пешка · d7 чёрная пешка · e7 чёрная пешка · h7 чёрная ладья · b6 чёрная пешка · d6 чёрный король · f6 чёрная пешка · g6 белый конь · b5 белая ладья · d5 белая пешка · f5 чёрная пешка · f4 чёрная пешка · d3 чёрный конь · f3 белый слон · d2 белый слон · b1 белый король · d1 белая ладья · f1 чёрный слон | d8 белый ферзь · h8 чёрный слон · b7 чёрная ладья · c7 чёрная пешка · d7 чёрная пешка · e7 чёрная пешка · h7 чёрная ладья · b6 чёрная пешка · d6 чёрный король · f6 чёрная пешка · g6 белый конь · b5 белая ладья · d5 белая пешка · f5 чёрная пешка · f4 чёрная пешка · d3 чёрный конь · f3 белый слон · d2 белый слон · b1 белый король · d1 белая ладья · f1 чёрный слон | 5 |
| 4 | d8 белый ферзь · h8 чёрный слон · b7 чёрная ладья · c7 чёрная пешка · d7 чёрная пешка · e7 чёрная пешка · h7 чёрная ладья · b6 чёрная пешка · d6 чёрный король · f6 чёрная пешка · g6 белый конь · b5 белая ладья · d5 белая пешка · f5 чёрная пешка · f4 чёрная пешка · d3 чёрный конь · f3 белый слон · d2 белый слон · b1 белый король · d1 белая ладья · f1 чёрный слон | d8 белый ферзь · h8 чёрный слон · b7 чёрная ладья · c7 чёрная пешка · d7 чёрная пешка · e7 чёрная пешка · h7 чёрная ладья · b6 чёрная пешка · d6 чёрный король · f6 чёрная пешка · g6 белый конь · b5 белая ладья · d5 белая пешка · f5 чёрная пешка · f4 чёрная пешка · d3 чёрный конь · f3 белый слон · d2 белый слон · b1 белый король · d1 белая ладья · f1 чёрный слон | d8 белый ферзь · h8 чёрный слон · b7 чёрная ладья · c7 чёрная пешка · d7 чёрная пешка · e7 чёрная пешка · h7 чёрная ладья · b6 чёрная пешка · d6 чёрный король · f6 чёрная пешка · g6 белый конь · b5 белая ладья · d5 белая пешка · f5 чёрная пешка · f4 чёрная пешка · d3 чёрный конь · f3 белый слон · d2 белый слон · b1 белый король · d1 белая ладья · f1 чёрный слон | d8 белый ферзь · h8 чёрный слон · b7 чёрная ладья · c7 чёрная пешка · d7 чёрная пешка · e7 чёрная пешка · h7 чёрная ладья · b6 чёрная пешка · d6 чёрный король · f6 чёрная пешка · g6 белый конь · b5 белая ладья · d5 белая пешка · f5 чёрная пешка · f4 чёрная пешка · d3 чёрный конь · f3 белый слон · d2 белый слон · b1 белый король · d1 белая ладья · f1 чёрный слон | d8 белый ферзь · h8 чёрный слон · b7 чёрная ладья · c7 чёрная пешка · d7 чёрная пешка · e7 чёрная пешка · h7 чёрная ладья · b6 чёрная пешка · d6 чёрный король · f6 чёрная пешка · g6 белый конь · b5 белая ладья · d5 белая пешка · f5 чёрная пешка · f4 чёрная пешка · d3 чёрный конь · f3 белый слон · d2 белый слон · b1 белый король · d1 белая ладья · f1 чёрный слон | d8 белый ферзь · h8 чёрный слон · b7 чёрная ладья · c7 чёрная пешка · d7 чёрная пешка · e7 чёрная пешка · h7 чёрная ладья · b6 чёрная пешка · d6 чёрный король · f6 чёрная пешка · g6 белый конь · b5 белая ладья · d5 белая пешка · f5 чёрная пешка · f4 чёрная пешка · d3 чёрный конь · f3 белый слон · d2 белый слон · b1 белый король · d1 белая ладья · f1 чёрный слон | d8 белый ферзь · h8 чёрный слон · b7 чёрная ладья · c7 чёрная пешка · d7 чёрная пешка · e7 чёрная пешка · h7 чёрная ладья · b6 чёрная пешка · d6 чёрный король · f6 чёрная пешка · g6 белый конь · b5 белая ладья · d5 белая пешка · f5 чёрная пешка · f4 чёрная пешка · d3 чёрный конь · f3 белый слон · d2 белый слон · b1 белый король · d1 белая ладья · f1 чёрный слон | d8 белый ферзь · h8 чёрный слон · b7 чёрная ладья · c7 чёрная пешка · d7 чёрная пешка · e7 чёрная пешка · h7 чёрная ладья · b6 чёрная пешка · d6 чёрный король · f6 чёрная пешка · g6 белый конь · b5 белая ладья · d5 белая пешка · f5 чёрная пешка · f4 чёрная пешка · d3 чёрный конь · f3 белый слон · d2 белый слон · b1 белый король · d1 белая ладья · f1 чёрный слон | 4 |
| 3 | d8 белый ферзь · h8 чёрный слон · b7 чёрная ладья · c7 чёрная пешка · d7 чёрная пешка · e7 чёрная пешка · h7 чёрная ладья · b6 чёрная пешка · d6 чёрный король · f6 чёрная пешка · g6 белый конь · b5 белая ладья · d5 белая пешка · f5 чёрная пешка · f4 чёрная пешка · d3 чёрный конь · f3 белый слон · d2 белый слон · b1 белый король · d1 белая ладья · f1 чёрный слон | d8 белый ферзь · h8 чёрный слон · b7 чёрная ладья · c7 чёрная пешка · d7 чёрная пешка · e7 чёрная пешка · h7 чёрная ладья · b6 чёрная пешка · d6 чёрный король · f6 чёрная пешка · g6 белый конь · b5 белая ладья · d5 белая пешка · f5 чёрная пешка · f4 чёрная пешка · d3 чёрный конь · f3 белый слон · d2 белый слон · b1 белый король · d1 белая ладья · f1 чёрный слон | d8 белый ферзь · h8 чёрный слон · b7 чёрная ладья · c7 чёрная пешка · d7 чёрная пешка · e7 чёрная пешка · h7 чёрная ладья · b6 чёрная пешка · d6 чёрный король · f6 чёрная пешка · g6 белый конь · b5 белая ладья · d5 белая пешка · f5 чёрная пешка · f4 чёрная пешка · d3 чёрный конь · f3 белый слон · d2 белый слон · b1 белый король · d1 белая ладья · f1 чёрный слон | d8 белый ферзь · h8 чёрный слон · b7 чёрная ладья · c7 чёрная пешка · d7 чёрная пешка · e7 чёрная пешка · h7 чёрная ладья · b6 чёрная пешка · d6 чёрный король · f6 чёрная пешка · g6 белый конь · b5 белая ладья · d5 белая пешка · f5 чёрная пешка · f4 чёрная пешка · d3 чёрный конь · f3 белый слон · d2 белый слон · b1 белый король · d1 белая ладья · f1 чёрный слон | d8 белый ферзь · h8 чёрный слон · b7 чёрная ладья · c7 чёрная пешка · d7 чёрная пешка · e7 чёрная пешка · h7 чёрная ладья · b6 чёрная пешка · d6 чёрный король · f6 чёрная пешка · g6 белый конь · b5 белая ладья · d5 белая пешка · f5 чёрная пешка · f4 чёрная пешка · d3 чёрный конь · f3 белый слон · d2 белый слон · b1 белый король · d1 белая ладья · f1 чёрный слон | d8 белый ферзь · h8 чёрный слон · b7 чёрная ладья · c7 чёрная пешка · d7 чёрная пешка · e7 чёрная пешка · h7 чёрная ладья · b6 чёрная пешка · d6 чёрный король · f6 чёрная пешка · g6 белый конь · b5 белая ладья · d5 белая пешка · f5 чёрная пешка · f4 чёрная пешка · d3 чёрный конь · f3 белый слон · d2 белый слон · b1 белый король · d1 белая ладья · f1 чёрный слон | d8 белый ферзь · h8 чёрный слон · b7 чёрная ладья · c7 чёрная пешка · d7 чёрная пешка · e7 чёрная пешка · h7 чёрная ладья · b6 чёрная пешка · d6 чёрный король · f6 чёрная пешка · g6 белый конь · b5 белая ладья · d5 белая пешка · f5 чёрная пешка · f4 чёрная пешка · d3 чёрный конь · f3 белый слон · d2 белый слон · b1 белый король · d1 белая ладья · f1 чёрный слон | d8 белый ферзь · h8 чёрный слон · b7 чёрная ладья · c7 чёрная пешка · d7 чёрная пешка · e7 чёрная пешка · h7 чёрная ладья · b6 чёрная пешка · d6 чёрный король · f6 чёрная пешка · g6 белый конь · b5 белая ладья · d5 белая пешка · f5 чёрная пешка · f4 чёрная пешка · d3 чёрный конь · f3 белый слон · d2 белый слон · b1 белый король · d1 белая ладья · f1 чёрный слон | 3 |
| 2 | d8 белый ферзь · h8 чёрный слон · b7 чёрная ладья · c7 чёрная пешка · d7 чёрная пешка · e7 чёрная пешка · h7 чёрная ладья · b6 чёрная пешка · d6 чёрный король · f6 чёрная пешка · g6 белый конь · b5 белая ладья · d5 белая пешка · f5 чёрная пешка · f4 чёрная пешка · d3 чёрный конь · f3 белый слон · d2 белый слон · b1 белый король · d1 белая ладья · f1 чёрный слон | d8 белый ферзь · h8 чёрный слон · b7 чёрная ладья · c7 чёрная пешка · d7 чёрная пешка · e7 чёрная пешка · h7 чёрная ладья · b6 чёрная пешка · d6 чёрный король · f6 чёрная пешка · g6 белый конь · b5 белая ладья · d5 белая пешка · f5 чёрная пешка · f4 чёрная пешка · d3 чёрный конь · f3 белый слон · d2 белый слон · b1 белый король · d1 белая ладья · f1 чёрный слон | d8 белый ферзь · h8 чёрный слон · b7 чёрная ладья · c7 чёрная пешка · d7 чёрная пешка · e7 чёрная пешка · h7 чёрная ладья · b6 чёрная пешка · d6 чёрный король · f6 чёрная пешка · g6 белый конь · b5 белая ладья · d5 белая пешка · f5 чёрная пешка · f4 чёрная пешка · d3 чёрный конь · f3 белый слон · d2 белый слон · b1 белый король · d1 белая ладья · f1 чёрный слон | d8 белый ферзь · h8 чёрный слон · b7 чёрная ладья · c7 чёрная пешка · d7 чёрная пешка · e7 чёрная пешка · h7 чёрная ладья · b6 чёрная пешка · d6 чёрный король · f6 чёрная пешка · g6 белый конь · b5 белая ладья · d5 белая пешка · f5 чёрная пешка · f4 чёрная пешка · d3 чёрный конь · f3 белый слон · d2 белый слон · b1 белый король · d1 белая ладья · f1 чёрный слон | d8 белый ферзь · h8 чёрный слон · b7 чёрная ладья · c7 чёрная пешка · d7 чёрная пешка · e7 чёрная пешка · h7 чёрная ладья · b6 чёрная пешка · d6 чёрный король · f6 чёрная пешка · g6 белый конь · b5 белая ладья · d5 белая пешка · f5 чёрная пешка · f4 чёрная пешка · d3 чёрный конь · f3 белый слон · d2 белый слон · b1 белый король · d1 белая ладья · f1 чёрный слон | d8 белый ферзь · h8 чёрный слон · b7 чёрная ладья · c7 чёрная пешка · d7 чёрная пешка · e7 чёрная пешка · h7 чёрная ладья · b6 чёрная пешка · d6 чёрный король · f6 чёрная пешка · g6 белый конь · b5 белая ладья · d5 белая пешка · f5 чёрная пешка · f4 чёрная пешка · d3 чёрный конь · f3 белый слон · d2 белый слон · b1 белый король · d1 белая ладья · f1 чёрный слон | d8 белый ферзь · h8 чёрный слон · b7 чёрная ладья · c7 чёрная пешка · d7 чёрная пешка · e7 чёрная пешка · h7 чёрная ладья · b6 чёрная пешка · d6 чёрный король · f6 чёрная пешка · g6 белый конь · b5 белая ладья · d5 белая пешка · f5 чёрная пешка · f4 чёрная пешка · d3 чёрный конь · f3 белый слон · d2 белый слон · b1 белый король · d1 белая ладья · f1 чёрный слон | d8 белый ферзь · h8 чёрный слон · b7 чёрная ладья · c7 чёрная пешка · d7 чёрная пешка · e7 чёрная пешка · h7 чёрная ладья · b6 чёрная пешка · d6 чёрный король · f6 чёрная пешка · g6 белый конь · b5 белая ладья · d5 белая пешка · f5 чёрная пешка · f4 чёрная пешка · d3 чёрный конь · f3 белый слон · d2 белый слон · b1 белый король · d1 белая ладья · f1 чёрный слон | 2 |
| 1 | d8 белый ферзь · h8 чёрный слон · b7 чёрная ладья · c7 чёрная пешка · d7 чёрная пешка · e7 чёрная пешка · h7 чёрная ладья · b6 чёрная пешка · d6 чёрный король · f6 чёрная пешка · g6 белый конь · b5 белая ладья · d5 белая пешка · f5 чёрная пешка · f4 чёрная пешка · d3 чёрный конь · f3 белый слон · d2 белый слон · b1 белый король · d1 белая ладья · f1 чёрный слон | d8 белый ферзь · h8 чёрный слон · b7 чёрная ладья · c7 чёрная пешка · d7 чёрная пешка · e7 чёрная пешка · h7 чёрная ладья · b6 чёрная пешка · d6 чёрный король · f6 чёрная пешка · g6 белый конь · b5 белая ладья · d5 белая пешка · f5 чёрная пешка · f4 чёрная пешка · d3 чёрный конь · f3 белый слон · d2 белый слон · b1 белый король · d1 белая ладья · f1 чёрный слон | d8 белый ферзь · h8 чёрный слон · b7 чёрная ладья · c7 чёрная пешка · d7 чёрная пешка · e7 чёрная пешка · h7 чёрная ладья · b6 чёрная пешка · d6 чёрный король · f6 чёрная пешка · g6 белый конь · b5 белая ладья · d5 белая пешка · f5 чёрная пешка · f4 чёрная пешка · d3 чёрный конь · f3 белый слон · d2 белый слон · b1 белый король · d1 белая ладья · f1 чёрный слон | d8 белый ферзь · h8 чёрный слон · b7 чёрная ладья · c7 чёрная пешка · d7 чёрная пешка · e7 чёрная пешка · h7 чёрная ладья · b6 чёрная пешка · d6 чёрный король · f6 чёрная пешка · g6 белый конь · b5 белая ладья · d5 белая пешка · f5 чёрная пешка · f4 чёрная пешка · d3 чёрный конь · f3 белый слон · d2 белый слон · b1 белый король · d1 белая ладья · f1 чёрный слон | d8 белый ферзь · h8 чёрный слон · b7 чёрная ладья · c7 чёрная пешка · d7 чёрная пешка · e7 чёрная пешка · h7 чёрная ладья · b6 чёрная пешка · d6 чёрный король · f6 чёрная пешка · g6 белый конь · b5 белая ладья · d5 белая пешка · f5 чёрная пешка · f4 чёрная пешка · d3 чёрный конь · f3 белый слон · d2 белый слон · b1 белый король · d1 белая ладья · f1 чёрный слон | d8 белый ферзь · h8 чёрный слон · b7 чёрная ладья · c7 чёрная пешка · d7 чёрная пешка · e7 чёрная пешка · h7 чёрная ладья · b6 чёрная пешка · d6 чёрный король · f6 чёрная пешка · g6 белый конь · b5 белая ладья · d5 белая пешка · f5 чёрная пешка · f4 чёрная пешка · d3 чёрный конь · f3 белый слон · d2 белый слон · b1 белый король · d1 белая ладья · f1 чёрный слон | d8 белый ферзь · h8 чёрный слон · b7 чёрная ладья · c7 чёрная пешка · d7 чёрная пешка · e7 чёрная пешка · h7 чёрная ладья · b6 чёрная пешка · d6 чёрный король · f6 чёрная пешка · g6 белый конь · b5 белая ладья · d5 белая пешка · f5 чёрная пешка · f4 чёрная пешка · d3 чёрный конь · f3 белый слон · d2 белый слон · b1 белый король · d1 белая ладья · f1 чёрный слон | d8 белый ферзь · h8 чёрный слон · b7 чёрная ладья · c7 чёрная пешка · d7 чёрная пешка · e7 чёрная пешка · h7 чёрная ладья · b6 чёрная пешка · d6 чёрный король · f6 чёрная пешка · g6 белый конь · b5 белая ладья · d5 белая пешка · f5 чёрная пешка · f4 чёрная пешка · d3 чёрный конь · f3 белый слон · d2 белый слон · b1 белый король · d1 белая ладья · f1 чёрный слон | 1 |
|   | a | b | c | d | e | f | g | h |   |

Мат в 3 хода
Иллюзорная игра:
1...c5 2.Л:b6+ Л:b6 3.Ф:b6#
1...e5 2.Фf8+ Лe7 3.Ф:e7#
Решение:
1.Кf8! угроза 2.Ф:d7+ Kpe5 3.Сc3#
 
1...c5 [a] 2.dc e.p. [A] (угр. 3.Сb4# [D]) 2...Кc5 [b] 3.С:f4# [B]

1...Кc5 [b] 2.С:f4+ [B] e5 [c] 3.de e.p.# [C]

1...e5 [c] 2.de e.p. [C] (угр. 3.С:f4# [B]) 2...Кe5 [d] 3.Сb4# [D] (или 2...Лh4 3.Ф:d7#)
 
1...Кe5 [d] 2.Сb4+ [D] c5 [a] 3.dc e.p.# [A]
Цикл ходов черных (ab-bc-cd-da) и белых (AB-BC-CD-DA) фигур.

(1...Kpe5 2.Сc3+ Kpd6 3.Ф:d7#)
|   | a | b | c | d | e | f | g | h |   |
| - | --- | --- | --- | --- | --- | --- | --- | --- | - |
| 8 | d8 белый слон · d7 чёрный слон · e7 белая ладья · g7 белый король · d6 белый конь · f6 белый ферзь · g6 белая пешка · h6 чёрная пешка · c5 чёрная пешка · d5 белый конь · f5 белая пешка · h5 чёрный король · c4 чёрная ладья · c3 чёрная ладья · f3 белая пешка · b2 чёрный конь · d2 чёрный слон · g2 белый слон · h2 белая пешка | d8 белый слон · d7 чёрный слон · e7 белая ладья · g7 белый король · d6 белый конь · f6 белый ферзь · g6 белая пешка · h6 чёрная пешка · c5 чёрная пешка · d5 белый конь · f5 белая пешка · h5 чёрный король · c4 чёрная ладья · c3 чёрная ладья · f3 белая пешка · b2 чёрный конь · d2 чёрный слон · g2 белый слон · h2 белая пешка | d8 белый слон · d7 чёрный слон · e7 белая ладья · g7 белый король · d6 белый конь · f6 белый ферзь · g6 белая пешка · h6 чёрная пешка · c5 чёрная пешка · d5 белый конь · f5 белая пешка · h5 чёрный король · c4 чёрная ладья · c3 чёрная ладья · f3 белая пешка · b2 чёрный конь · d2 чёрный слон · g2 белый слон · h2 белая пешка | d8 белый слон · d7 чёрный слон · e7 белая ладья · g7 белый король · d6 белый конь · f6 белый ферзь · g6 белая пешка · h6 чёрная пешка · c5 чёрная пешка · d5 белый конь · f5 белая пешка · h5 чёрный король · c4 чёрная ладья · c3 чёрная ладья · f3 белая пешка · b2 чёрный конь · d2 чёрный слон · g2 белый слон · h2 белая пешка | d8 белый слон · d7 чёрный слон · e7 белая ладья · g7 белый король · d6 белый конь · f6 белый ферзь · g6 белая пешка · h6 чёрная пешка · c5 чёрная пешка · d5 белый конь · f5 белая пешка · h5 чёрный король · c4 чёрная ладья · c3 чёрная ладья · f3 белая пешка · b2 чёрный конь · d2 чёрный слон · g2 белый слон · h2 белая пешка | d8 белый слон · d7 чёрный слон · e7 белая ладья · g7 белый король · d6 белый конь · f6 белый ферзь · g6 белая пешка · h6 чёрная пешка · c5 чёрная пешка · d5 белый конь · f5 белая пешка · h5 чёрный король · c4 чёрная ладья · c3 чёрная ладья · f3 белая пешка · b2 чёрный конь · d2 чёрный слон · g2 белый слон · h2 белая пешка | d8 белый слон · d7 чёрный слон · e7 белая ладья · g7 белый король · d6 белый конь · f6 белый ферзь · g6 белая пешка · h6 чёрная пешка · c5 чёрная пешка · d5 белый конь · f5 белая пешка · h5 чёрный король · c4 чёрная ладья · c3 чёрная ладья · f3 белая пешка · b2 чёрный конь · d2 чёрный слон · g2 белый слон · h2 белая пешка | d8 белый слон · d7 чёрный слон · e7 белая ладья · g7 белый король · d6 белый конь · f6 белый ферзь · g6 белая пешка · h6 чёрная пешка · c5 чёрная пешка · d5 белый конь · f5 белая пешка · h5 чёрный король · c4 чёрная ладья · c3 чёрная ладья · f3 белая пешка · b2 чёрный конь · d2 чёрный слон · g2 белый слон · h2 белая пешка | 8 |
| 7 | d8 белый слон · d7 чёрный слон · e7 белая ладья · g7 белый король · d6 белый конь · f6 белый ферзь · g6 белая пешка · h6 чёрная пешка · c5 чёрная пешка · d5 белый конь · f5 белая пешка · h5 чёрный король · c4 чёрная ладья · c3 чёрная ладья · f3 белая пешка · b2 чёрный конь · d2 чёрный слон · g2 белый слон · h2 белая пешка | d8 белый слон · d7 чёрный слон · e7 белая ладья · g7 белый король · d6 белый конь · f6 белый ферзь · g6 белая пешка · h6 чёрная пешка · c5 чёрная пешка · d5 белый конь · f5 белая пешка · h5 чёрный король · c4 чёрная ладья · c3 чёрная ладья · f3 белая пешка · b2 чёрный конь · d2 чёрный слон · g2 белый слон · h2 белая пешка | d8 белый слон · d7 чёрный слон · e7 белая ладья · g7 белый король · d6 белый конь · f6 белый ферзь · g6 белая пешка · h6 чёрная пешка · c5 чёрная пешка · d5 белый конь · f5 белая пешка · h5 чёрный король · c4 чёрная ладья · c3 чёрная ладья · f3 белая пешка · b2 чёрный конь · d2 чёрный слон · g2 белый слон · h2 белая пешка | d8 белый слон · d7 чёрный слон · e7 белая ладья · g7 белый король · d6 белый конь · f6 белый ферзь · g6 белая пешка · h6 чёрная пешка · c5 чёрная пешка · d5 белый конь · f5 белая пешка · h5 чёрный король · c4 чёрная ладья · c3 чёрная ладья · f3 белая пешка · b2 чёрный конь · d2 чёрный слон · g2 белый слон · h2 белая пешка | d8 белый слон · d7 чёрный слон · e7 белая ладья · g7 белый король · d6 белый конь · f6 белый ферзь · g6 белая пешка · h6 чёрная пешка · c5 чёрная пешка · d5 белый конь · f5 белая пешка · h5 чёрный король · c4 чёрная ладья · c3 чёрная ладья · f3 белая пешка · b2 чёрный конь · d2 чёрный слон · g2 белый слон · h2 белая пешка | d8 белый слон · d7 чёрный слон · e7 белая ладья · g7 белый король · d6 белый конь · f6 белый ферзь · g6 белая пешка · h6 чёрная пешка · c5 чёрная пешка · d5 белый конь · f5 белая пешка · h5 чёрный король · c4 чёрная ладья · c3 чёрная ладья · f3 белая пешка · b2 чёрный конь · d2 чёрный слон · g2 белый слон · h2 белая пешка | d8 белый слон · d7 чёрный слон · e7 белая ладья · g7 белый король · d6 белый конь · f6 белый ферзь · g6 белая пешка · h6 чёрная пешка · c5 чёрная пешка · d5 белый конь · f5 белая пешка · h5 чёрный король · c4 чёрная ладья · c3 чёрная ладья · f3 белая пешка · b2 чёрный конь · d2 чёрный слон · g2 белый слон · h2 белая пешка | d8 белый слон · d7 чёрный слон · e7 белая ладья · g7 белый король · d6 белый конь · f6 белый ферзь · g6 белая пешка · h6 чёрная пешка · c5 чёрная пешка · d5 белый конь · f5 белая пешка · h5 чёрный король · c4 чёрная ладья · c3 чёрная ладья · f3 белая пешка · b2 чёрный конь · d2 чёрный слон · g2 белый слон · h2 белая пешка | 7 |
| 6 | d8 белый слон · d7 чёрный слон · e7 белая ладья · g7 белый король · d6 белый конь · f6 белый ферзь · g6 белая пешка · h6 чёрная пешка · c5 чёрная пешка · d5 белый конь · f5 белая пешка · h5 чёрный король · c4 чёрная ладья · c3 чёрная ладья · f3 белая пешка · b2 чёрный конь · d2 чёрный слон · g2 белый слон · h2 белая пешка | d8 белый слон · d7 чёрный слон · e7 белая ладья · g7 белый король · d6 белый конь · f6 белый ферзь · g6 белая пешка · h6 чёрная пешка · c5 чёрная пешка · d5 белый конь · f5 белая пешка · h5 чёрный король · c4 чёрная ладья · c3 чёрная ладья · f3 белая пешка · b2 чёрный конь · d2 чёрный слон · g2 белый слон · h2 белая пешка | d8 белый слон · d7 чёрный слон · e7 белая ладья · g7 белый король · d6 белый конь · f6 белый ферзь · g6 белая пешка · h6 чёрная пешка · c5 чёрная пешка · d5 белый конь · f5 белая пешка · h5 чёрный король · c4 чёрная ладья · c3 чёрная ладья · f3 белая пешка · b2 чёрный конь · d2 чёрный слон · g2 белый слон · h2 белая пешка | d8 белый слон · d7 чёрный слон · e7 белая ладья · g7 белый король · d6 белый конь · f6 белый ферзь · g6 белая пешка · h6 чёрная пешка · c5 чёрная пешка · d5 белый конь · f5 белая пешка · h5 чёрный король · c4 чёрная ладья · c3 чёрная ладья · f3 белая пешка · b2 чёрный конь · d2 чёрный слон · g2 белый слон · h2 белая пешка | d8 белый слон · d7 чёрный слон · e7 белая ладья · g7 белый король · d6 белый конь · f6 белый ферзь · g6 белая пешка · h6 чёрная пешка · c5 чёрная пешка · d5 белый конь · f5 белая пешка · h5 чёрный король · c4 чёрная ладья · c3 чёрная ладья · f3 белая пешка · b2 чёрный конь · d2 чёрный слон · g2 белый слон · h2 белая пешка | d8 белый слон · d7 чёрный слон · e7 белая ладья · g7 белый король · d6 белый конь · f6 белый ферзь · g6 белая пешка · h6 чёрная пешка · c5 чёрная пешка · d5 белый конь · f5 белая пешка · h5 чёрный король · c4 чёрная ладья · c3 чёрная ладья · f3 белая пешка · b2 чёрный конь · d2 чёрный слон · g2 белый слон · h2 белая пешка | d8 белый слон · d7 чёрный слон · e7 белая ладья · g7 белый король · d6 белый конь · f6 белый ферзь · g6 белая пешка · h6 чёрная пешка · c5 чёрная пешка · d5 белый конь · f5 белая пешка · h5 чёрный король · c4 чёрная ладья · c3 чёрная ладья · f3 белая пешка · b2 чёрный конь · d2 чёрный слон · g2 белый слон · h2 белая пешка | d8 белый слон · d7 чёрный слон · e7 белая ладья · g7 белый король · d6 белый конь · f6 белый ферзь · g6 белая пешка · h6 чёрная пешка · c5 чёрная пешка · d5 белый конь · f5 белая пешка · h5 чёрный король · c4 чёрная ладья · c3 чёрная ладья · f3 белая пешка · b2 чёрный конь · d2 чёрный слон · g2 белый слон · h2 белая пешка | 6 |
| 5 | d8 белый слон · d7 чёрный слон · e7 белая ладья · g7 белый король · d6 белый конь · f6 белый ферзь · g6 белая пешка · h6 чёрная пешка · c5 чёрная пешка · d5 белый конь · f5 белая пешка · h5 чёрный король · c4 чёрная ладья · c3 чёрная ладья · f3 белая пешка · b2 чёрный конь · d2 чёрный слон · g2 белый слон · h2 белая пешка | d8 белый слон · d7 чёрный слон · e7 белая ладья · g7 белый король · d6 белый конь · f6 белый ферзь · g6 белая пешка · h6 чёрная пешка · c5 чёрная пешка · d5 белый конь · f5 белая пешка · h5 чёрный король · c4 чёрная ладья · c3 чёрная ладья · f3 белая пешка · b2 чёрный конь · d2 чёрный слон · g2 белый слон · h2 белая пешка | d8 белый слон · d7 чёрный слон · e7 белая ладья · g7 белый король · d6 белый конь · f6 белый ферзь · g6 белая пешка · h6 чёрная пешка · c5 чёрная пешка · d5 белый конь · f5 белая пешка · h5 чёрный король · c4 чёрная ладья · c3 чёрная ладья · f3 белая пешка · b2 чёрный конь · d2 чёрный слон · g2 белый слон · h2 белая пешка | d8 белый слон · d7 чёрный слон · e7 белая ладья · g7 белый король · d6 белый конь · f6 белый ферзь · g6 белая пешка · h6 чёрная пешка · c5 чёрная пешка · d5 белый конь · f5 белая пешка · h5 чёрный король · c4 чёрная ладья · c3 чёрная ладья · f3 белая пешка · b2 чёрный конь · d2 чёрный слон · g2 белый слон · h2 белая пешка | d8 белый слон · d7 чёрный слон · e7 белая ладья · g7 белый король · d6 белый конь · f6 белый ферзь · g6 белая пешка · h6 чёрная пешка · c5 чёрная пешка · d5 белый конь · f5 белая пешка · h5 чёрный король · c4 чёрная ладья · c3 чёрная ладья · f3 белая пешка · b2 чёрный конь · d2 чёрный слон · g2 белый слон · h2 белая пешка | d8 белый слон · d7 чёрный слон · e7 белая ладья · g7 белый король · d6 белый конь · f6 белый ферзь · g6 белая пешка · h6 чёрная пешка · c5 чёрная пешка · d5 белый конь · f5 белая пешка · h5 чёрный король · c4 чёрная ладья · c3 чёрная ладья · f3 белая пешка · b2 чёрный конь · d2 чёрный слон · g2 белый слон · h2 белая пешка | d8 белый слон · d7 чёрный слон · e7 белая ладья · g7 белый король · d6 белый конь · f6 белый ферзь · g6 белая пешка · h6 чёрная пешка · c5 чёрная пешка · d5 белый конь · f5 белая пешка · h5 чёрный король · c4 чёрная ладья · c3 чёрная ладья · f3 белая пешка · b2 чёрный конь · d2 чёрный слон · g2 белый слон · h2 белая пешка | d8 белый слон · d7 чёрный слон · e7 белая ладья · g7 белый король · d6 белый конь · f6 белый ферзь · g6 белая пешка · h6 чёрная пешка · c5 чёрная пешка · d5 белый конь · f5 белая пешка · h5 чёрный король · c4 чёрная ладья · c3 чёрная ладья · f3 белая пешка · b2 чёрный конь · d2 чёрный слон · g2 белый слон · h2 белая пешка | 5 |
| 4 | d8 белый слон · d7 чёрный слон · e7 белая ладья · g7 белый король · d6 белый конь · f6 белый ферзь · g6 белая пешка · h6 чёрная пешка · c5 чёрная пешка · d5 белый конь · f5 белая пешка · h5 чёрный король · c4 чёрная ладья · c3 чёрная ладья · f3 белая пешка · b2 чёрный конь · d2 чёрный слон · g2 белый слон · h2 белая пешка | d8 белый слон · d7 чёрный слон · e7 белая ладья · g7 белый король · d6 белый конь · f6 белый ферзь · g6 белая пешка · h6 чёрная пешка · c5 чёрная пешка · d5 белый конь · f5 белая пешка · h5 чёрный король · c4 чёрная ладья · c3 чёрная ладья · f3 белая пешка · b2 чёрный конь · d2 чёрный слон · g2 белый слон · h2 белая пешка | d8 белый слон · d7 чёрный слон · e7 белая ладья · g7 белый король · d6 белый конь · f6 белый ферзь · g6 белая пешка · h6 чёрная пешка · c5 чёрная пешка · d5 белый конь · f5 белая пешка · h5 чёрный король · c4 чёрная ладья · c3 чёрная ладья · f3 белая пешка · b2 чёрный конь · d2 чёрный слон · g2 белый слон · h2 белая пешка | d8 белый слон · d7 чёрный слон · e7 белая ладья · g7 белый король · d6 белый конь · f6 белый ферзь · g6 белая пешка · h6 чёрная пешка · c5 чёрная пешка · d5 белый конь · f5 белая пешка · h5 чёрный король · c4 чёрная ладья · c3 чёрная ладья · f3 белая пешка · b2 чёрный конь · d2 чёрный слон · g2 белый слон · h2 белая пешка | d8 белый слон · d7 чёрный слон · e7 белая ладья · g7 белый король · d6 белый конь · f6 белый ферзь · g6 белая пешка · h6 чёрная пешка · c5 чёрная пешка · d5 белый конь · f5 белая пешка · h5 чёрный король · c4 чёрная ладья · c3 чёрная ладья · f3 белая пешка · b2 чёрный конь · d2 чёрный слон · g2 белый слон · h2 белая пешка | d8 белый слон · d7 чёрный слон · e7 белая ладья · g7 белый король · d6 белый конь · f6 белый ферзь · g6 белая пешка · h6 чёрная пешка · c5 чёрная пешка · d5 белый конь · f5 белая пешка · h5 чёрный король · c4 чёрная ладья · c3 чёрная ладья · f3 белая пешка · b2 чёрный конь · d2 чёрный слон · g2 белый слон · h2 белая пешка | d8 белый слон · d7 чёрный слон · e7 белая ладья · g7 белый король · d6 белый конь · f6 белый ферзь · g6 белая пешка · h6 чёрная пешка · c5 чёрная пешка · d5 белый конь · f5 белая пешка · h5 чёрный король · c4 чёрная ладья · c3 чёрная ладья · f3 белая пешка · b2 чёрный конь · d2 чёрный слон · g2 белый слон · h2 белая пешка | d8 белый слон · d7 чёрный слон · e7 белая ладья · g7 белый король · d6 белый конь · f6 белый ферзь · g6 белая пешка · h6 чёрная пешка · c5 чёрная пешка · d5 белый конь · f5 белая пешка · h5 чёрный король · c4 чёрная ладья · c3 чёрная ладья · f3 белая пешка · b2 чёрный конь · d2 чёрный слон · g2 белый слон · h2 белая пешка | 4 |
| 3 | d8 белый слон · d7 чёрный слон · e7 белая ладья · g7 белый король · d6 белый конь · f6 белый ферзь · g6 белая пешка · h6 чёрная пешка · c5 чёрная пешка · d5 белый конь · f5 белая пешка · h5 чёрный король · c4 чёрная ладья · c3 чёрная ладья · f3 белая пешка · b2 чёрный конь · d2 чёрный слон · g2 белый слон · h2 белая пешка | d8 белый слон · d7 чёрный слон · e7 белая ладья · g7 белый король · d6 белый конь · f6 белый ферзь · g6 белая пешка · h6 чёрная пешка · c5 чёрная пешка · d5 белый конь · f5 белая пешка · h5 чёрный король · c4 чёрная ладья · c3 чёрная ладья · f3 белая пешка · b2 чёрный конь · d2 чёрный слон · g2 белый слон · h2 белая пешка | d8 белый слон · d7 чёрный слон · e7 белая ладья · g7 белый король · d6 белый конь · f6 белый ферзь · g6 белая пешка · h6 чёрная пешка · c5 чёрная пешка · d5 белый конь · f5 белая пешка · h5 чёрный король · c4 чёрная ладья · c3 чёрная ладья · f3 белая пешка · b2 чёрный конь · d2 чёрный слон · g2 белый слон · h2 белая пешка | d8 белый слон · d7 чёрный слон · e7 белая ладья · g7 белый король · d6 белый конь · f6 белый ферзь · g6 белая пешка · h6 чёрная пешка · c5 чёрная пешка · d5 белый конь · f5 белая пешка · h5 чёрный король · c4 чёрная ладья · c3 чёрная ладья · f3 белая пешка · b2 чёрный конь · d2 чёрный слон · g2 белый слон · h2 белая пешка | d8 белый слон · d7 чёрный слон · e7 белая ладья · g7 белый король · d6 белый конь · f6 белый ферзь · g6 белая пешка · h6 чёрная пешка · c5 чёрная пешка · d5 белый конь · f5 белая пешка · h5 чёрный король · c4 чёрная ладья · c3 чёрная ладья · f3 белая пешка · b2 чёрный конь · d2 чёрный слон · g2 белый слон · h2 белая пешка | d8 белый слон · d7 чёрный слон · e7 белая ладья · g7 белый король · d6 белый конь · f6 белый ферзь · g6 белая пешка · h6 чёрная пешка · c5 чёрная пешка · d5 белый конь · f5 белая пешка · h5 чёрный король · c4 чёрная ладья · c3 чёрная ладья · f3 белая пешка · b2 чёрный конь · d2 чёрный слон · g2 белый слон · h2 белая пешка | d8 белый слон · d7 чёрный слон · e7 белая ладья · g7 белый король · d6 белый конь · f6 белый ферзь · g6 белая пешка · h6 чёрная пешка · c5 чёрная пешка · d5 белый конь · f5 белая пешка · h5 чёрный король · c4 чёрная ладья · c3 чёрная ладья · f3 белая пешка · b2 чёрный конь · d2 чёрный слон · g2 белый слон · h2 белая пешка | d8 белый слон · d7 чёрный слон · e7 белая ладья · g7 белый король · d6 белый конь · f6 белый ферзь · g6 белая пешка · h6 чёрная пешка · c5 чёрная пешка · d5 белый конь · f5 белая пешка · h5 чёрный король · c4 чёрная ладья · c3 чёрная ладья · f3 белая пешка · b2 чёрный конь · d2 чёрный слон · g2 белый слон · h2 белая пешка | 3 |
| 2 | d8 белый слон · d7 чёрный слон · e7 белая ладья · g7 белый король · d6 белый конь · f6 белый ферзь · g6 белая пешка · h6 чёрная пешка · c5 чёрная пешка · d5 белый конь · f5 белая пешка · h5 чёрный король · c4 чёрная ладья · c3 чёрная ладья · f3 белая пешка · b2 чёрный конь · d2 чёрный слон · g2 белый слон · h2 белая пешка | d8 белый слон · d7 чёрный слон · e7 белая ладья · g7 белый король · d6 белый конь · f6 белый ферзь · g6 белая пешка · h6 чёрная пешка · c5 чёрная пешка · d5 белый конь · f5 белая пешка · h5 чёрный король · c4 чёрная ладья · c3 чёрная ладья · f3 белая пешка · b2 чёрный конь · d2 чёрный слон · g2 белый слон · h2 белая пешка | d8 белый слон · d7 чёрный слон · e7 белая ладья · g7 белый король · d6 белый конь · f6 белый ферзь · g6 белая пешка · h6 чёрная пешка · c5 чёрная пешка · d5 белый конь · f5 белая пешка · h5 чёрный король · c4 чёрная ладья · c3 чёрная ладья · f3 белая пешка · b2 чёрный конь · d2 чёрный слон · g2 белый слон · h2 белая пешка | d8 белый слон · d7 чёрный слон · e7 белая ладья · g7 белый король · d6 белый конь · f6 белый ферзь · g6 белая пешка · h6 чёрная пешка · c5 чёрная пешка · d5 белый конь · f5 белая пешка · h5 чёрный король · c4 чёрная ладья · c3 чёрная ладья · f3 белая пешка · b2 чёрный конь · d2 чёрный слон · g2 белый слон · h2 белая пешка | d8 белый слон · d7 чёрный слон · e7 белая ладья · g7 белый король · d6 белый конь · f6 белый ферзь · g6 белая пешка · h6 чёрная пешка · c5 чёрная пешка · d5 белый конь · f5 белая пешка · h5 чёрный король · c4 чёрная ладья · c3 чёрная ладья · f3 белая пешка · b2 чёрный конь · d2 чёрный слон · g2 белый слон · h2 белая пешка | d8 белый слон · d7 чёрный слон · e7 белая ладья · g7 белый король · d6 белый конь · f6 белый ферзь · g6 белая пешка · h6 чёрная пешка · c5 чёрная пешка · d5 белый конь · f5 белая пешка · h5 чёрный король · c4 чёрная ладья · c3 чёрная ладья · f3 белая пешка · b2 чёрный конь · d2 чёрный слон · g2 белый слон · h2 белая пешка | d8 белый слон · d7 чёрный слон · e7 белая ладья · g7 белый король · d6 белый конь · f6 белый ферзь · g6 белая пешка · h6 чёрная пешка · c5 чёрная пешка · d5 белый конь · f5 белая пешка · h5 чёрный король · c4 чёрная ладья · c3 чёрная ладья · f3 белая пешка · b2 чёрный конь · d2 чёрный слон · g2 белый слон · h2 белая пешка | d8 белый слон · d7 чёрный слон · e7 белая ладья · g7 белый король · d6 белый конь · f6 белый ферзь · g6 белая пешка · h6 чёрная пешка · c5 чёрная пешка · d5 белый конь · f5 белая пешка · h5 чёрный король · c4 чёрная ладья · c3 чёрная ладья · f3 белая пешка · b2 чёрный конь · d2 чёрный слон · g2 белый слон · h2 белая пешка | 2 |
| 1 | d8 белый слон · d7 чёрный слон · e7 белая ладья · g7 белый король · d6 белый конь · f6 белый ферзь · g6 белая пешка · h6 чёрная пешка · c5 чёрная пешка · d5 белый конь · f5 белая пешка · h5 чёрный король · c4 чёрная ладья · c3 чёрная ладья · f3 белая пешка · b2 чёрный конь · d2 чёрный слон · g2 белый слон · h2 белая пешка | d8 белый слон · d7 чёрный слон · e7 белая ладья · g7 белый король · d6 белый конь · f6 белый ферзь · g6 белая пешка · h6 чёрная пешка · c5 чёрная пешка · d5 белый конь · f5 белая пешка · h5 чёрный король · c4 чёрная ладья · c3 чёрная ладья · f3 белая пешка · b2 чёрный конь · d2 чёрный слон · g2 белый слон · h2 белая пешка | d8 белый слон · d7 чёрный слон · e7 белая ладья · g7 белый король · d6 белый конь · f6 белый ферзь · g6 белая пешка · h6 чёрная пешка · c5 чёрная пешка · d5 белый конь · f5 белая пешка · h5 чёрный король · c4 чёрная ладья · c3 чёрная ладья · f3 белая пешка · b2 чёрный конь · d2 чёрный слон · g2 белый слон · h2 белая пешка | d8 белый слон · d7 чёрный слон · e7 белая ладья · g7 белый король · d6 белый конь · f6 белый ферзь · g6 белая пешка · h6 чёрная пешка · c5 чёрная пешка · d5 белый конь · f5 белая пешка · h5 чёрный король · c4 чёрная ладья · c3 чёрная ладья · f3 белая пешка · b2 чёрный конь · d2 чёрный слон · g2 белый слон · h2 белая пешка | d8 белый слон · d7 чёрный слон · e7 белая ладья · g7 белый король · d6 белый конь · f6 белый ферзь · g6 белая пешка · h6 чёрная пешка · c5 чёрная пешка · d5 белый конь · f5 белая пешка · h5 чёрный король · c4 чёрная ладья · c3 чёрная ладья · f3 белая пешка · b2 чёрный конь · d2 чёрный слон · g2 белый слон · h2 белая пешка | d8 белый слон · d7 чёрный слон · e7 белая ладья · g7 белый король · d6 белый конь · f6 белый ферзь · g6 белая пешка · h6 чёрная пешка · c5 чёрная пешка · d5 белый конь · f5 белая пешка · h5 чёрный король · c4 чёрная ладья · c3 чёрная ладья · f3 белая пешка · b2 чёрный конь · d2 чёрный слон · g2 белый слон · h2 белая пешка | d8 белый слон · d7 чёрный слон · e7 белая ладья · g7 белый король · d6 белый конь · f6 белый ферзь · g6 белая пешка · h6 чёрная пешка · c5 чёрная пешка · d5 белый конь · f5 белая пешка · h5 чёрный король · c4 чёрная ладья · c3 чёрная ладья · f3 белая пешка · b2 чёрный конь · d2 чёрный слон · g2 белый слон · h2 белая пешка | d8 белый слон · d7 чёрный слон · e7 белая ладья · g7 белый король · d6 белый конь · f6 белый ферзь · g6 белая пешка · h6 чёрная пешка · c5 чёрная пешка · d5 белый конь · f5 белая пешка · h5 чёрный король · c4 чёрная ладья · c3 чёрная ладья · f3 белая пешка · b2 чёрный конь · d2 чёрный слон · g2 белый слон · h2 белая пешка | 1 |
|   | a | b | c | d | e | f | g | h |   |

Мат в 4 хода
1.Kрf8! угроза 2.Лh7 угроза 3.f4/3.Кf4+
1…Лf4 2.Фg5+!! Kр:g5 3.Лe3+! Kрh5 4.К:f4#
1…Сf4 2.Фh4+!! Kр:h4 3.Лe4+! Kрh5 4.К:f4#
Защиты чёрных на поле угрозы f4 представляют собой перекрытие Гримшоу. Эффектные жертвы ферзя с последующей игрой белой батареи.
|   | a | b | c | d | e | f | g | h |   |
| - | --- | --- | --- | --- | --- | --- | --- | --- | - |
| 8 | b6 чёрная пешка · g6 чёрная пешка · b5 белая пешка · f5 чёрная пешка · g5 чёрная ладья · h5 чёрная пешка · b4 чёрная пешка · c4 белый король · f4 белый слон · g4 чёрная ладья · h4 чёрный слон · b3 белый конь · g3 чёрная пешка · a2 чёрный слон · b2 чёрная пешка · g2 белая ладья · a1 чёрный ферзь · b1 чёрный король · c1 чёрный конь · h1 белая ладья | b6 чёрная пешка · g6 чёрная пешка · b5 белая пешка · f5 чёрная пешка · g5 чёрная ладья · h5 чёрная пешка · b4 чёрная пешка · c4 белый король · f4 белый слон · g4 чёрная ладья · h4 чёрный слон · b3 белый конь · g3 чёрная пешка · a2 чёрный слон · b2 чёрная пешка · g2 белая ладья · a1 чёрный ферзь · b1 чёрный король · c1 чёрный конь · h1 белая ладья | b6 чёрная пешка · g6 чёрная пешка · b5 белая пешка · f5 чёрная пешка · g5 чёрная ладья · h5 чёрная пешка · b4 чёрная пешка · c4 белый король · f4 белый слон · g4 чёрная ладья · h4 чёрный слон · b3 белый конь · g3 чёрная пешка · a2 чёрный слон · b2 чёрная пешка · g2 белая ладья · a1 чёрный ферзь · b1 чёрный король · c1 чёрный конь · h1 белая ладья | b6 чёрная пешка · g6 чёрная пешка · b5 белая пешка · f5 чёрная пешка · g5 чёрная ладья · h5 чёрная пешка · b4 чёрная пешка · c4 белый король · f4 белый слон · g4 чёрная ладья · h4 чёрный слон · b3 белый конь · g3 чёрная пешка · a2 чёрный слон · b2 чёрная пешка · g2 белая ладья · a1 чёрный ферзь · b1 чёрный король · c1 чёрный конь · h1 белая ладья | b6 чёрная пешка · g6 чёрная пешка · b5 белая пешка · f5 чёрная пешка · g5 чёрная ладья · h5 чёрная пешка · b4 чёрная пешка · c4 белый король · f4 белый слон · g4 чёрная ладья · h4 чёрный слон · b3 белый конь · g3 чёрная пешка · a2 чёрный слон · b2 чёрная пешка · g2 белая ладья · a1 чёрный ферзь · b1 чёрный король · c1 чёрный конь · h1 белая ладья | b6 чёрная пешка · g6 чёрная пешка · b5 белая пешка · f5 чёрная пешка · g5 чёрная ладья · h5 чёрная пешка · b4 чёрная пешка · c4 белый король · f4 белый слон · g4 чёрная ладья · h4 чёрный слон · b3 белый конь · g3 чёрная пешка · a2 чёрный слон · b2 чёрная пешка · g2 белая ладья · a1 чёрный ферзь · b1 чёрный король · c1 чёрный конь · h1 белая ладья | b6 чёрная пешка · g6 чёрная пешка · b5 белая пешка · f5 чёрная пешка · g5 чёрная ладья · h5 чёрная пешка · b4 чёрная пешка · c4 белый король · f4 белый слон · g4 чёрная ладья · h4 чёрный слон · b3 белый конь · g3 чёрная пешка · a2 чёрный слон · b2 чёрная пешка · g2 белая ладья · a1 чёрный ферзь · b1 чёрный король · c1 чёрный конь · h1 белая ладья | b6 чёрная пешка · g6 чёрная пешка · b5 белая пешка · f5 чёрная пешка · g5 чёрная ладья · h5 чёрная пешка · b4 чёрная пешка · c4 белый король · f4 белый слон · g4 чёрная ладья · h4 чёрный слон · b3 белый конь · g3 чёрная пешка · a2 чёрный слон · b2 чёрная пешка · g2 белая ладья · a1 чёрный ферзь · b1 чёрный король · c1 чёрный конь · h1 белая ладья | 8 |
| 7 | b6 чёрная пешка · g6 чёрная пешка · b5 белая пешка · f5 чёрная пешка · g5 чёрная ладья · h5 чёрная пешка · b4 чёрная пешка · c4 белый король · f4 белый слон · g4 чёрная ладья · h4 чёрный слон · b3 белый конь · g3 чёрная пешка · a2 чёрный слон · b2 чёрная пешка · g2 белая ладья · a1 чёрный ферзь · b1 чёрный король · c1 чёрный конь · h1 белая ладья | b6 чёрная пешка · g6 чёрная пешка · b5 белая пешка · f5 чёрная пешка · g5 чёрная ладья · h5 чёрная пешка · b4 чёрная пешка · c4 белый король · f4 белый слон · g4 чёрная ладья · h4 чёрный слон · b3 белый конь · g3 чёрная пешка · a2 чёрный слон · b2 чёрная пешка · g2 белая ладья · a1 чёрный ферзь · b1 чёрный король · c1 чёрный конь · h1 белая ладья | b6 чёрная пешка · g6 чёрная пешка · b5 белая пешка · f5 чёрная пешка · g5 чёрная ладья · h5 чёрная пешка · b4 чёрная пешка · c4 белый король · f4 белый слон · g4 чёрная ладья · h4 чёрный слон · b3 белый конь · g3 чёрная пешка · a2 чёрный слон · b2 чёрная пешка · g2 белая ладья · a1 чёрный ферзь · b1 чёрный король · c1 чёрный конь · h1 белая ладья | b6 чёрная пешка · g6 чёрная пешка · b5 белая пешка · f5 чёрная пешка · g5 чёрная ладья · h5 чёрная пешка · b4 чёрная пешка · c4 белый король · f4 белый слон · g4 чёрная ладья · h4 чёрный слон · b3 белый конь · g3 чёрная пешка · a2 чёрный слон · b2 чёрная пешка · g2 белая ладья · a1 чёрный ферзь · b1 чёрный король · c1 чёрный конь · h1 белая ладья | b6 чёрная пешка · g6 чёрная пешка · b5 белая пешка · f5 чёрная пешка · g5 чёрная ладья · h5 чёрная пешка · b4 чёрная пешка · c4 белый король · f4 белый слон · g4 чёрная ладья · h4 чёрный слон · b3 белый конь · g3 чёрная пешка · a2 чёрный слон · b2 чёрная пешка · g2 белая ладья · a1 чёрный ферзь · b1 чёрный король · c1 чёрный конь · h1 белая ладья | b6 чёрная пешка · g6 чёрная пешка · b5 белая пешка · f5 чёрная пешка · g5 чёрная ладья · h5 чёрная пешка · b4 чёрная пешка · c4 белый король · f4 белый слон · g4 чёрная ладья · h4 чёрный слон · b3 белый конь · g3 чёрная пешка · a2 чёрный слон · b2 чёрная пешка · g2 белая ладья · a1 чёрный ферзь · b1 чёрный король · c1 чёрный конь · h1 белая ладья | b6 чёрная пешка · g6 чёрная пешка · b5 белая пешка · f5 чёрная пешка · g5 чёрная ладья · h5 чёрная пешка · b4 чёрная пешка · c4 белый король · f4 белый слон · g4 чёрная ладья · h4 чёрный слон · b3 белый конь · g3 чёрная пешка · a2 чёрный слон · b2 чёрная пешка · g2 белая ладья · a1 чёрный ферзь · b1 чёрный король · c1 чёрный конь · h1 белая ладья | b6 чёрная пешка · g6 чёрная пешка · b5 белая пешка · f5 чёрная пешка · g5 чёрная ладья · h5 чёрная пешка · b4 чёрная пешка · c4 белый король · f4 белый слон · g4 чёрная ладья · h4 чёрный слон · b3 белый конь · g3 чёрная пешка · a2 чёрный слон · b2 чёрная пешка · g2 белая ладья · a1 чёрный ферзь · b1 чёрный король · c1 чёрный конь · h1 белая ладья | 7 |
| 6 | b6 чёрная пешка · g6 чёрная пешка · b5 белая пешка · f5 чёрная пешка · g5 чёрная ладья · h5 чёрная пешка · b4 чёрная пешка · c4 белый король · f4 белый слон · g4 чёрная ладья · h4 чёрный слон · b3 белый конь · g3 чёрная пешка · a2 чёрный слон · b2 чёрная пешка · g2 белая ладья · a1 чёрный ферзь · b1 чёрный король · c1 чёрный конь · h1 белая ладья | b6 чёрная пешка · g6 чёрная пешка · b5 белая пешка · f5 чёрная пешка · g5 чёрная ладья · h5 чёрная пешка · b4 чёрная пешка · c4 белый король · f4 белый слон · g4 чёрная ладья · h4 чёрный слон · b3 белый конь · g3 чёрная пешка · a2 чёрный слон · b2 чёрная пешка · g2 белая ладья · a1 чёрный ферзь · b1 чёрный король · c1 чёрный конь · h1 белая ладья | b6 чёрная пешка · g6 чёрная пешка · b5 белая пешка · f5 чёрная пешка · g5 чёрная ладья · h5 чёрная пешка · b4 чёрная пешка · c4 белый король · f4 белый слон · g4 чёрная ладья · h4 чёрный слон · b3 белый конь · g3 чёрная пешка · a2 чёрный слон · b2 чёрная пешка · g2 белая ладья · a1 чёрный ферзь · b1 чёрный король · c1 чёрный конь · h1 белая ладья | b6 чёрная пешка · g6 чёрная пешка · b5 белая пешка · f5 чёрная пешка · g5 чёрная ладья · h5 чёрная пешка · b4 чёрная пешка · c4 белый король · f4 белый слон · g4 чёрная ладья · h4 чёрный слон · b3 белый конь · g3 чёрная пешка · a2 чёрный слон · b2 чёрная пешка · g2 белая ладья · a1 чёрный ферзь · b1 чёрный король · c1 чёрный конь · h1 белая ладья | b6 чёрная пешка · g6 чёрная пешка · b5 белая пешка · f5 чёрная пешка · g5 чёрная ладья · h5 чёрная пешка · b4 чёрная пешка · c4 белый король · f4 белый слон · g4 чёрная ладья · h4 чёрный слон · b3 белый конь · g3 чёрная пешка · a2 чёрный слон · b2 чёрная пешка · g2 белая ладья · a1 чёрный ферзь · b1 чёрный король · c1 чёрный конь · h1 белая ладья | b6 чёрная пешка · g6 чёрная пешка · b5 белая пешка · f5 чёрная пешка · g5 чёрная ладья · h5 чёрная пешка · b4 чёрная пешка · c4 белый король · f4 белый слон · g4 чёрная ладья · h4 чёрный слон · b3 белый конь · g3 чёрная пешка · a2 чёрный слон · b2 чёрная пешка · g2 белая ладья · a1 чёрный ферзь · b1 чёрный король · c1 чёрный конь · h1 белая ладья | b6 чёрная пешка · g6 чёрная пешка · b5 белая пешка · f5 чёрная пешка · g5 чёрная ладья · h5 чёрная пешка · b4 чёрная пешка · c4 белый король · f4 белый слон · g4 чёрная ладья · h4 чёрный слон · b3 белый конь · g3 чёрная пешка · a2 чёрный слон · b2 чёрная пешка · g2 белая ладья · a1 чёрный ферзь · b1 чёрный король · c1 чёрный конь · h1 белая ладья | b6 чёрная пешка · g6 чёрная пешка · b5 белая пешка · f5 чёрная пешка · g5 чёрная ладья · h5 чёрная пешка · b4 чёрная пешка · c4 белый король · f4 белый слон · g4 чёрная ладья · h4 чёрный слон · b3 белый конь · g3 чёрная пешка · a2 чёрный слон · b2 чёрная пешка · g2 белая ладья · a1 чёрный ферзь · b1 чёрный король · c1 чёрный конь · h1 белая ладья | 6 |
| 5 | b6 чёрная пешка · g6 чёрная пешка · b5 белая пешка · f5 чёрная пешка · g5 чёрная ладья · h5 чёрная пешка · b4 чёрная пешка · c4 белый король · f4 белый слон · g4 чёрная ладья · h4 чёрный слон · b3 белый конь · g3 чёрная пешка · a2 чёрный слон · b2 чёрная пешка · g2 белая ладья · a1 чёрный ферзь · b1 чёрный король · c1 чёрный конь · h1 белая ладья | b6 чёрная пешка · g6 чёрная пешка · b5 белая пешка · f5 чёрная пешка · g5 чёрная ладья · h5 чёрная пешка · b4 чёрная пешка · c4 белый король · f4 белый слон · g4 чёрная ладья · h4 чёрный слон · b3 белый конь · g3 чёрная пешка · a2 чёрный слон · b2 чёрная пешка · g2 белая ладья · a1 чёрный ферзь · b1 чёрный король · c1 чёрный конь · h1 белая ладья | b6 чёрная пешка · g6 чёрная пешка · b5 белая пешка · f5 чёрная пешка · g5 чёрная ладья · h5 чёрная пешка · b4 чёрная пешка · c4 белый король · f4 белый слон · g4 чёрная ладья · h4 чёрный слон · b3 белый конь · g3 чёрная пешка · a2 чёрный слон · b2 чёрная пешка · g2 белая ладья · a1 чёрный ферзь · b1 чёрный король · c1 чёрный конь · h1 белая ладья | b6 чёрная пешка · g6 чёрная пешка · b5 белая пешка · f5 чёрная пешка · g5 чёрная ладья · h5 чёрная пешка · b4 чёрная пешка · c4 белый король · f4 белый слон · g4 чёрная ладья · h4 чёрный слон · b3 белый конь · g3 чёрная пешка · a2 чёрный слон · b2 чёрная пешка · g2 белая ладья · a1 чёрный ферзь · b1 чёрный король · c1 чёрный конь · h1 белая ладья | b6 чёрная пешка · g6 чёрная пешка · b5 белая пешка · f5 чёрная пешка · g5 чёрная ладья · h5 чёрная пешка · b4 чёрная пешка · c4 белый король · f4 белый слон · g4 чёрная ладья · h4 чёрный слон · b3 белый конь · g3 чёрная пешка · a2 чёрный слон · b2 чёрная пешка · g2 белая ладья · a1 чёрный ферзь · b1 чёрный король · c1 чёрный конь · h1 белая ладья | b6 чёрная пешка · g6 чёрная пешка · b5 белая пешка · f5 чёрная пешка · g5 чёрная ладья · h5 чёрная пешка · b4 чёрная пешка · c4 белый король · f4 белый слон · g4 чёрная ладья · h4 чёрный слон · b3 белый конь · g3 чёрная пешка · a2 чёрный слон · b2 чёрная пешка · g2 белая ладья · a1 чёрный ферзь · b1 чёрный король · c1 чёрный конь · h1 белая ладья | b6 чёрная пешка · g6 чёрная пешка · b5 белая пешка · f5 чёрная пешка · g5 чёрная ладья · h5 чёрная пешка · b4 чёрная пешка · c4 белый король · f4 белый слон · g4 чёрная ладья · h4 чёрный слон · b3 белый конь · g3 чёрная пешка · a2 чёрный слон · b2 чёрная пешка · g2 белая ладья · a1 чёрный ферзь · b1 чёрный король · c1 чёрный конь · h1 белая ладья | b6 чёрная пешка · g6 чёрная пешка · b5 белая пешка · f5 чёрная пешка · g5 чёрная ладья · h5 чёрная пешка · b4 чёрная пешка · c4 белый король · f4 белый слон · g4 чёрная ладья · h4 чёрный слон · b3 белый конь · g3 чёрная пешка · a2 чёрный слон · b2 чёрная пешка · g2 белая ладья · a1 чёрный ферзь · b1 чёрный король · c1 чёрный конь · h1 белая ладья | 5 |
| 4 | b6 чёрная пешка · g6 чёрная пешка · b5 белая пешка · f5 чёрная пешка · g5 чёрная ладья · h5 чёрная пешка · b4 чёрная пешка · c4 белый король · f4 белый слон · g4 чёрная ладья · h4 чёрный слон · b3 белый конь · g3 чёрная пешка · a2 чёрный слон · b2 чёрная пешка · g2 белая ладья · a1 чёрный ферзь · b1 чёрный король · c1 чёрный конь · h1 белая ладья | b6 чёрная пешка · g6 чёрная пешка · b5 белая пешка · f5 чёрная пешка · g5 чёрная ладья · h5 чёрная пешка · b4 чёрная пешка · c4 белый король · f4 белый слон · g4 чёрная ладья · h4 чёрный слон · b3 белый конь · g3 чёрная пешка · a2 чёрный слон · b2 чёрная пешка · g2 белая ладья · a1 чёрный ферзь · b1 чёрный король · c1 чёрный конь · h1 белая ладья | b6 чёрная пешка · g6 чёрная пешка · b5 белая пешка · f5 чёрная пешка · g5 чёрная ладья · h5 чёрная пешка · b4 чёрная пешка · c4 белый король · f4 белый слон · g4 чёрная ладья · h4 чёрный слон · b3 белый конь · g3 чёрная пешка · a2 чёрный слон · b2 чёрная пешка · g2 белая ладья · a1 чёрный ферзь · b1 чёрный король · c1 чёрный конь · h1 белая ладья | b6 чёрная пешка · g6 чёрная пешка · b5 белая пешка · f5 чёрная пешка · g5 чёрная ладья · h5 чёрная пешка · b4 чёрная пешка · c4 белый король · f4 белый слон · g4 чёрная ладья · h4 чёрный слон · b3 белый конь · g3 чёрная пешка · a2 чёрный слон · b2 чёрная пешка · g2 белая ладья · a1 чёрный ферзь · b1 чёрный король · c1 чёрный конь · h1 белая ладья | b6 чёрная пешка · g6 чёрная пешка · b5 белая пешка · f5 чёрная пешка · g5 чёрная ладья · h5 чёрная пешка · b4 чёрная пешка · c4 белый король · f4 белый слон · g4 чёрная ладья · h4 чёрный слон · b3 белый конь · g3 чёрная пешка · a2 чёрный слон · b2 чёрная пешка · g2 белая ладья · a1 чёрный ферзь · b1 чёрный король · c1 чёрный конь · h1 белая ладья | b6 чёрная пешка · g6 чёрная пешка · b5 белая пешка · f5 чёрная пешка · g5 чёрная ладья · h5 чёрная пешка · b4 чёрная пешка · c4 белый король · f4 белый слон · g4 чёрная ладья · h4 чёрный слон · b3 белый конь · g3 чёрная пешка · a2 чёрный слон · b2 чёрная пешка · g2 белая ладья · a1 чёрный ферзь · b1 чёрный король · c1 чёрный конь · h1 белая ладья | b6 чёрная пешка · g6 чёрная пешка · b5 белая пешка · f5 чёрная пешка · g5 чёрная ладья · h5 чёрная пешка · b4 чёрная пешка · c4 белый король · f4 белый слон · g4 чёрная ладья · h4 чёрный слон · b3 белый конь · g3 чёрная пешка · a2 чёрный слон · b2 чёрная пешка · g2 белая ладья · a1 чёрный ферзь · b1 чёрный король · c1 чёрный конь · h1 белая ладья | b6 чёрная пешка · g6 чёрная пешка · b5 белая пешка · f5 чёрная пешка · g5 чёрная ладья · h5 чёрная пешка · b4 чёрная пешка · c4 белый король · f4 белый слон · g4 чёрная ладья · h4 чёрный слон · b3 белый конь · g3 чёрная пешка · a2 чёрный слон · b2 чёрная пешка · g2 белая ладья · a1 чёрный ферзь · b1 чёрный король · c1 чёрный конь · h1 белая ладья | 4 |
| 3 | b6 чёрная пешка · g6 чёрная пешка · b5 белая пешка · f5 чёрная пешка · g5 чёрная ладья · h5 чёрная пешка · b4 чёрная пешка · c4 белый король · f4 белый слон · g4 чёрная ладья · h4 чёрный слон · b3 белый конь · g3 чёрная пешка · a2 чёрный слон · b2 чёрная пешка · g2 белая ладья · a1 чёрный ферзь · b1 чёрный король · c1 чёрный конь · h1 белая ладья | b6 чёрная пешка · g6 чёрная пешка · b5 белая пешка · f5 чёрная пешка · g5 чёрная ладья · h5 чёрная пешка · b4 чёрная пешка · c4 белый король · f4 белый слон · g4 чёрная ладья · h4 чёрный слон · b3 белый конь · g3 чёрная пешка · a2 чёрный слон · b2 чёрная пешка · g2 белая ладья · a1 чёрный ферзь · b1 чёрный король · c1 чёрный конь · h1 белая ладья | b6 чёрная пешка · g6 чёрная пешка · b5 белая пешка · f5 чёрная пешка · g5 чёрная ладья · h5 чёрная пешка · b4 чёрная пешка · c4 белый король · f4 белый слон · g4 чёрная ладья · h4 чёрный слон · b3 белый конь · g3 чёрная пешка · a2 чёрный слон · b2 чёрная пешка · g2 белая ладья · a1 чёрный ферзь · b1 чёрный король · c1 чёрный конь · h1 белая ладья | b6 чёрная пешка · g6 чёрная пешка · b5 белая пешка · f5 чёрная пешка · g5 чёрная ладья · h5 чёрная пешка · b4 чёрная пешка · c4 белый король · f4 белый слон · g4 чёрная ладья · h4 чёрный слон · b3 белый конь · g3 чёрная пешка · a2 чёрный слон · b2 чёрная пешка · g2 белая ладья · a1 чёрный ферзь · b1 чёрный король · c1 чёрный конь · h1 белая ладья | b6 чёрная пешка · g6 чёрная пешка · b5 белая пешка · f5 чёрная пешка · g5 чёрная ладья · h5 чёрная пешка · b4 чёрная пешка · c4 белый король · f4 белый слон · g4 чёрная ладья · h4 чёрный слон · b3 белый конь · g3 чёрная пешка · a2 чёрный слон · b2 чёрная пешка · g2 белая ладья · a1 чёрный ферзь · b1 чёрный король · c1 чёрный конь · h1 белая ладья | b6 чёрная пешка · g6 чёрная пешка · b5 белая пешка · f5 чёрная пешка · g5 чёрная ладья · h5 чёрная пешка · b4 чёрная пешка · c4 белый король · f4 белый слон · g4 чёрная ладья · h4 чёрный слон · b3 белый конь · g3 чёрная пешка · a2 чёрный слон · b2 чёрная пешка · g2 белая ладья · a1 чёрный ферзь · b1 чёрный король · c1 чёрный конь · h1 белая ладья | b6 чёрная пешка · g6 чёрная пешка · b5 белая пешка · f5 чёрная пешка · g5 чёрная ладья · h5 чёрная пешка · b4 чёрная пешка · c4 белый король · f4 белый слон · g4 чёрная ладья · h4 чёрный слон · b3 белый конь · g3 чёрная пешка · a2 чёрный слон · b2 чёрная пешка · g2 белая ладья · a1 чёрный ферзь · b1 чёрный король · c1 чёрный конь · h1 белая ладья | b6 чёрная пешка · g6 чёрная пешка · b5 белая пешка · f5 чёрная пешка · g5 чёрная ладья · h5 чёрная пешка · b4 чёрная пешка · c4 белый король · f4 белый слон · g4 чёрная ладья · h4 чёрный слон · b3 белый конь · g3 чёрная пешка · a2 чёрный слон · b2 чёрная пешка · g2 белая ладья · a1 чёрный ферзь · b1 чёрный король · c1 чёрный конь · h1 белая ладья | 3 |
| 2 | b6 чёрная пешка · g6 чёрная пешка · b5 белая пешка · f5 чёрная пешка · g5 чёрная ладья · h5 чёрная пешка · b4 чёрная пешка · c4 белый король · f4 белый слон · g4 чёрная ладья · h4 чёрный слон · b3 белый конь · g3 чёрная пешка · a2 чёрный слон · b2 чёрная пешка · g2 белая ладья · a1 чёрный ферзь · b1 чёрный король · c1 чёрный конь · h1 белая ладья | b6 чёрная пешка · g6 чёрная пешка · b5 белая пешка · f5 чёрная пешка · g5 чёрная ладья · h5 чёрная пешка · b4 чёрная пешка · c4 белый король · f4 белый слон · g4 чёрная ладья · h4 чёрный слон · b3 белый конь · g3 чёрная пешка · a2 чёрный слон · b2 чёрная пешка · g2 белая ладья · a1 чёрный ферзь · b1 чёрный король · c1 чёрный конь · h1 белая ладья | b6 чёрная пешка · g6 чёрная пешка · b5 белая пешка · f5 чёрная пешка · g5 чёрная ладья · h5 чёрная пешка · b4 чёрная пешка · c4 белый король · f4 белый слон · g4 чёрная ладья · h4 чёрный слон · b3 белый конь · g3 чёрная пешка · a2 чёрный слон · b2 чёрная пешка · g2 белая ладья · a1 чёрный ферзь · b1 чёрный король · c1 чёрный конь · h1 белая ладья | b6 чёрная пешка · g6 чёрная пешка · b5 белая пешка · f5 чёрная пешка · g5 чёрная ладья · h5 чёрная пешка · b4 чёрная пешка · c4 белый король · f4 белый слон · g4 чёрная ладья · h4 чёрный слон · b3 белый конь · g3 чёрная пешка · a2 чёрный слон · b2 чёрная пешка · g2 белая ладья · a1 чёрный ферзь · b1 чёрный король · c1 чёрный конь · h1 белая ладья | b6 чёрная пешка · g6 чёрная пешка · b5 белая пешка · f5 чёрная пешка · g5 чёрная ладья · h5 чёрная пешка · b4 чёрная пешка · c4 белый король · f4 белый слон · g4 чёрная ладья · h4 чёрный слон · b3 белый конь · g3 чёрная пешка · a2 чёрный слон · b2 чёрная пешка · g2 белая ладья · a1 чёрный ферзь · b1 чёрный король · c1 чёрный конь · h1 белая ладья | b6 чёрная пешка · g6 чёрная пешка · b5 белая пешка · f5 чёрная пешка · g5 чёрная ладья · h5 чёрная пешка · b4 чёрная пешка · c4 белый король · f4 белый слон · g4 чёрная ладья · h4 чёрный слон · b3 белый конь · g3 чёрная пешка · a2 чёрный слон · b2 чёрная пешка · g2 белая ладья · a1 чёрный ферзь · b1 чёрный король · c1 чёрный конь · h1 белая ладья | b6 чёрная пешка · g6 чёрная пешка · b5 белая пешка · f5 чёрная пешка · g5 чёрная ладья · h5 чёрная пешка · b4 чёрная пешка · c4 белый король · f4 белый слон · g4 чёрная ладья · h4 чёрный слон · b3 белый конь · g3 чёрная пешка · a2 чёрный слон · b2 чёрная пешка · g2 белая ладья · a1 чёрный ферзь · b1 чёрный король · c1 чёрный конь · h1 белая ладья | b6 чёрная пешка · g6 чёрная пешка · b5 белая пешка · f5 чёрная пешка · g5 чёрная ладья · h5 чёрная пешка · b4 чёрная пешка · c4 белый король · f4 белый слон · g4 чёрная ладья · h4 чёрный слон · b3 белый конь · g3 чёрная пешка · a2 чёрный слон · b2 чёрная пешка · g2 белая ладья · a1 чёрный ферзь · b1 чёрный король · c1 чёрный конь · h1 белая ладья | 2 |
| 1 | b6 чёрная пешка · g6 чёрная пешка · b5 белая пешка · f5 чёрная пешка · g5 чёрная ладья · h5 чёрная пешка · b4 чёрная пешка · c4 белый король · f4 белый слон · g4 чёрная ладья · h4 чёрный слон · b3 белый конь · g3 чёрная пешка · a2 чёрный слон · b2 чёрная пешка · g2 белая ладья · a1 чёрный ферзь · b1 чёрный король · c1 чёрный конь · h1 белая ладья | b6 чёрная пешка · g6 чёрная пешка · b5 белая пешка · f5 чёрная пешка · g5 чёрная ладья · h5 чёрная пешка · b4 чёрная пешка · c4 белый король · f4 белый слон · g4 чёрная ладья · h4 чёрный слон · b3 белый конь · g3 чёрная пешка · a2 чёрный слон · b2 чёрная пешка · g2 белая ладья · a1 чёрный ферзь · b1 чёрный король · c1 чёрный конь · h1 белая ладья | b6 чёрная пешка · g6 чёрная пешка · b5 белая пешка · f5 чёрная пешка · g5 чёрная ладья · h5 чёрная пешка · b4 чёрная пешка · c4 белый король · f4 белый слон · g4 чёрная ладья · h4 чёрный слон · b3 белый конь · g3 чёрная пешка · a2 чёрный слон · b2 чёрная пешка · g2 белая ладья · a1 чёрный ферзь · b1 чёрный король · c1 чёрный конь · h1 белая ладья | b6 чёрная пешка · g6 чёрная пешка · b5 белая пешка · f5 чёрная пешка · g5 чёрная ладья · h5 чёрная пешка · b4 чёрная пешка · c4 белый король · f4 белый слон · g4 чёрная ладья · h4 чёрный слон · b3 белый конь · g3 чёрная пешка · a2 чёрный слон · b2 чёрная пешка · g2 белая ладья · a1 чёрный ферзь · b1 чёрный король · c1 чёрный конь · h1 белая ладья | b6 чёрная пешка · g6 чёрная пешка · b5 белая пешка · f5 чёрная пешка · g5 чёрная ладья · h5 чёрная пешка · b4 чёрная пешка · c4 белый король · f4 белый слон · g4 чёрная ладья · h4 чёрный слон · b3 белый конь · g3 чёрная пешка · a2 чёрный слон · b2 чёрная пешка · g2 белая ладья · a1 чёрный ферзь · b1 чёрный король · c1 чёрный конь · h1 белая ладья | b6 чёрная пешка · g6 чёрная пешка · b5 белая пешка · f5 чёрная пешка · g5 чёрная ладья · h5 чёрная пешка · b4 чёрная пешка · c4 белый король · f4 белый слон · g4 чёрная ладья · h4 чёрный слон · b3 белый конь · g3 чёрная пешка · a2 чёрный слон · b2 чёрная пешка · g2 белая ладья · a1 чёрный ферзь · b1 чёрный король · c1 чёрный конь · h1 белая ладья | b6 чёрная пешка · g6 чёрная пешка · b5 белая пешка · f5 чёрная пешка · g5 чёрная ладья · h5 чёрная пешка · b4 чёрная пешка · c4 белый король · f4 белый слон · g4 чёрная ладья · h4 чёрный слон · b3 белый конь · g3 чёрная пешка · a2 чёрный слон · b2 чёрная пешка · g2 белая ладья · a1 чёрный ферзь · b1 чёрный король · c1 чёрный конь · h1 белая ладья | b6 чёрная пешка · g6 чёрная пешка · b5 белая пешка · f5 чёрная пешка · g5 чёрная ладья · h5 чёрная пешка · b4 чёрная пешка · c4 белый король · f4 белый слон · g4 чёрная ладья · h4 чёрный слон · b3 белый конь · g3 чёрная пешка · a2 чёрный слон · b2 чёрная пешка · g2 белая ладья · a1 чёрный ферзь · b1 чёрный король · c1 чёрный конь · h1 белая ладья | 1 |
|   | a | b | c | d | e | f | g | h |   |

Кооперативный мат в 3 хода:
1.С:b3+ Kр:b4 2.Сc4 С:c1 3.Сa2+ Сf4#
1.Л:f4+ Kpd5 2.Лc4 К:c1 3.Лg4+ Кb3#